# Comunismo

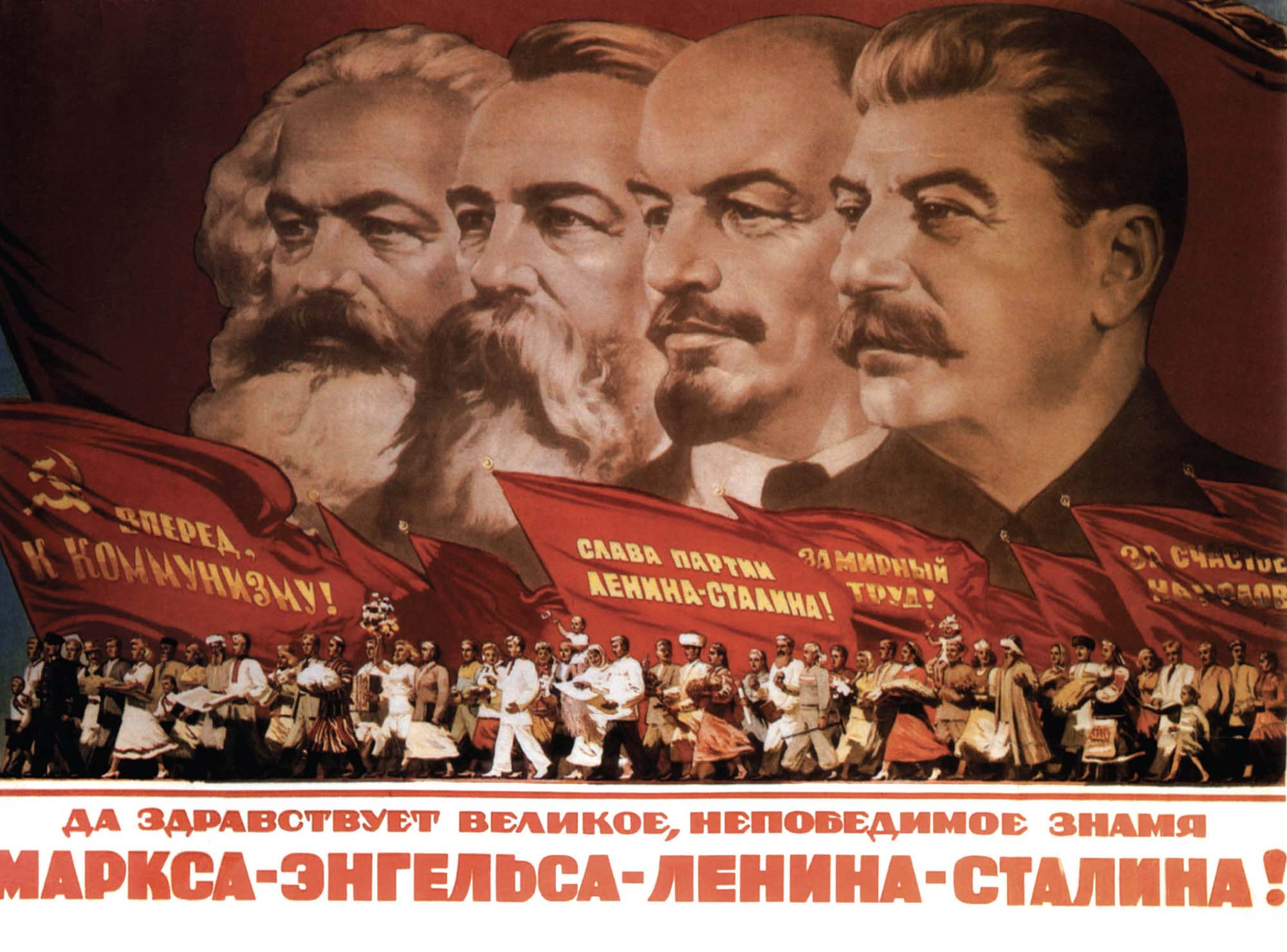
Póster propagandístico con las figuras más relevantes del marxismo —principal corriente del comunismo— en la Unión Soviética. De izquierda a derecha: Karl Marx, Friedrich Engels, Vladimir Lenin y Iosif Stalin.

El comunismo (del latín communis, «común, compartido, entre hombres») es un movimiento político y socioeconómico surgido en el siglo XIX que aboga por un cambio radical en la estructura de la sociedad y en el modo de organización socioeconómica a una sociedad comunista caracterizada por la propiedad en común de los medios de producción, así como por la inexistencia de clases sociales, del mercado y del Estado (o Estado-nación) en su forma actual.
El comunismo incluye una variedad de escuelas de pensamiento. La visión filosófica de una sociedad comunitaria tiene antecedentes hasta la República de Platón y en los primeros cristianos (comunismo primitivo). El comunismo, como proyecto de socialización de los medios de producción, surgió en el siglo XVI, bajo la forma de diversas teorías económicas basadas en el colectivismo agrario. Las más conocidas fueron la obra Utopía, de Tomás Moro, Ciudad del Sol de Tomás Campanella y la ideología revolucionaria babuvina, que derivó del movimiento jacobino de la Revolución francesa. El ideario comunista se convirtió, a comienzos del siglo XIX, en un complejo proyecto económico, gracias a las diferentes corrientes del llamado socialismo utópico, del anarquismo y de las ramas obreras del socialismo y comunismo cristiano. El socialismo industrial de Henri de Saint-Simon sería un antecedente clave en el desarrollo de la organización política del comunismo actual.
El más conocido de estos movimientos fue el socialismo científico de los pensadores alemanes Karl Marx y Friedrich Engels, bajo la cual la organización Liga de los justos sería rebautizada como Liga de los Comunistas. Ambos autores escribieron en 1848 el Manifiesto del Partido Comunista. Por la influencia de su obra, el movimiento comunista adoptó una interpretación revolucionaria de la historia y la forma de partido político, convirtiéndose luego en una organización internacional unificada bajo las tesis marxistas.
Según el marxismo, la historia es entendida como una lucha de clases permanente, cuyo inicio se debe a la aparición de las diversas formas de propiedad, las cuales estratifican a la sociedad de acuerdo a sus relaciones de producción, explotadores o explotados (dialéctica amo-esclavo). Estas relaciones generan, con el tiempo, las condiciones para ser reemplazadas por otras formas de explotación y una nueva clase dominante, en una secuencia revolucionaria de nuevos modos de producción. En el capitalismo, las dos principales clases son el proletariado (clase trabajadora), que constituye la mayoría de la población y vende su fuerza de trabajo a cambio de un salario; y la burguesía (clase capitalista), que constituye una pequeña minoría que obtiene ganancias a través del empleo de mano de obra asalariada (plusvalor) mediante la propiedad privada de los medios de producción. Sin embargo, el modo de producción capitalista genera una serie creciente de crisis cíclicas que solo pueden ser resueltas con una revolución proletaria, la que requiere a su vez, de la construcción del socialismo y finalmente del comunismo. Para llegar a este fin, debe organizarse un partido comunista que conquiste el poder político y pondría a la clase trabajadora en el poder, a su vez que establecería la propiedad social de los medios de producción, que es el elemento principal en la transformación de la sociedad hacia el comunismo.
A lo largo del siglo XIX, los términos «comunismo» y «socialismo» se usaron como sinónimos. No fue sino hasta la Revolución Bolchevique que el vocablo socialismo llegó a referirse a la «primera fase» del modo de producción comunista. Tanto Karl Marx como Vladímir Lenin prevén los siguientes períodos o fases:
1. Un "período de transición", donde se iniciaría la llamada dictadura del proletariado, a la cual siguen inmediatamente las restantes dos fases ya como parte del desarrollo del comunismo como modo de producción;[16]
2. una "primera fase del comunismo" (que Lenin llamaría "sociedad socialista"), en donde se recibiría bienes de acuerdo a la contribución laboral (con vales de trabajo o similares) todavía basada en una forma de derecho;
3. y una "fase superior" en la que cada individuo contribuirá según sus capacidades y recibirá acorde a sus necesidades atendiendo comunitariamente a las diferentes posibilidades e int ereses personales, yendo más allá de la noción contractual e impersonal del derecho entendido como «residuo pequeñoburgués»[17] de la cooperación social.

El período de transición terminaría cuando desaparecen las clases sociales, lo cual lleva a que el Estado, entendido como una herramienta de dominación de la clase dirigente sobre la otra, deba extinguirse como forma de reglamentar internamente la sociedad. Existen discrepancias cruciales entre las diferentes corrientes del marxismo, en especial por parte de intérpretes bolcheviques y no-bolcheviques de las tesis de Marx, así como también posiciones críticas encontradas desde fuera del marxismo sobre la continuidad o no entre Marx y Lenin, respecto a cuál debería ser la forma de producción, el rol del Estado y, en general, la naturaleza de cada una de las fases de desarrollo del comunismo (ver Anarquismo y marxismo). Otras formas de comunismo no marxista son el anarcocomunismo (Piotr Kropotkin), bakunismo (Mijaíl Bakunin), comunismo de consejos, eurocomunismo, etc.
Junto con la socialdemocracia, el comunismo se convirtió en la tendencia política dominante dentro del movimiento obrero internacional durante la década de 1920. Si bien el surgimiento de la Unión Soviética como el primer «Estado socialista» del mundo llevó a la asociación generalizada del comunismo con el modelo económico soviético y el marxismo-leninismo, algunos economistas e intelectuales argumentaron que en la práctica el modelo funcionó como una forma de capitalismo de Estado, o una economía administrativa o dirigida no planificada. Los «Estados comunistas» actuales son cinco: la República Popular China (maoísmo y dengismo), Corea del Norte (juche), Laos (pathet Lao), Cuba (castrismo) y Vietnam (doi moi). Sin embargo, ninguno de estos países cumplen con la definición de comunismo y su compromiso con la abolición del capitalismo es discutible.
La crítica del comunismo se puede dividir en dos grandes categorías: la que se ocupa de los principios y la teoría comunistas, y la que se ocupa de los aspectos prácticos de los Estados comunistas del siglo XX.

## Etimología

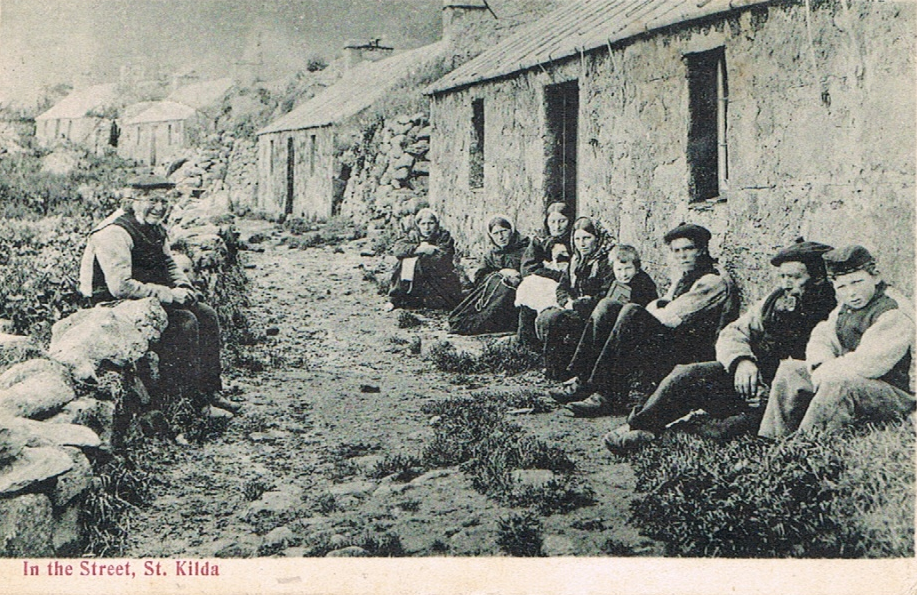
Campesinos de San Kilda.

Las palabras «comunista» y «comunismo» surgen en Francia hacia 1840, unos diez años después de la aparición de los términos «socialista» y «socialismo». Así el adjetivo «comunista» fue empleado para referirse a un banquete celebrado el 1 de julio de 1840 en las afueras de París en el que participaron más de mil comensales, en su mayoría obreros, y en el que se defendió la necesidad de aplicar reformas que no fueran meramente políticas para alcanzar la «igualdad real».

La hoz y el martillo, símbolos del comunismo adoptados por los partidos marxistas-leninistas a partir de la Tercera Internacional, tal como aparecían en la bandera de la Unión Soviética.

La estrella roja, símbolo usado recurrentemente para representar a los partidos comunistas, o al comunismo en general, tal como aparecía en la bandera de la Unión Soviética.

En Francia existían entonces dos tendencias «comunistas», el cabetismo, más influyente, y el neobabuvismo. La primera estaba formada por los seguidores de Étienne Cabet, llamados icarianos, quien en 1839-1840 había publicado Viaje a Icaria, una obra que retomaba la tradición utopista iniciada por Tomás Moro y por Tommaso Campanella, aunque bajo la apariencia de una novela histórica. La segunda, enlazaba directamente con la herencia de François Babeuf y su Conspiración de los Iguales de 1797 y que había mantenido viva Filippo Buonarroti Estos «neobabuvistas» hicieron pública en 1840 la Profesión de fe de los trabajadores igualitarios en la que decían:

Ciudadanos, el objetivo que nos proponemos es la verdadera igualdad realizada por medio de la comunidad de bienes. Una dictadura popular fuerte y abnegada nos parece indispensable para modelar nuestras costumbres, destruir los obstáculos y allanar los caminos que deben conducirnos a la aplicación de ese principio.

Desde Francia, donde según el poeta alemán residente en París Heinrich Heine los «comunistas» se había convertido en «el único partido que merece atención», los términos «comunismo» y «comunista» se difundieron por los Estados alemanes y por Suiza gracias al libro de Lorenz von Stein publicado en 1842 en Leipzig con el título El socialismo y el comunismo en la Francia contemporánea (Der Sozialismus und Communismus des heutigen Frankreichs) —Wilhelm Weitling, August Becker y otros lo utilizaron enseguida— y también por Gran Bretaña a través de otros canales. Becker en 1844 publicó ¿Qué quieren los comunistas? (Was wollen die Kommunisten?) en el que decía:

Es cierto que en el pasado hubo sectas comunistas, pero el comunismo aún no ha aparecido nunca como partido oficial europeo. Nunca, a no ser la feroz guerra de los campesinos, tuvo la pretensión de querer reorganizar toda la sociedad política. Platón escribió su República y Tomás Moro su Utopía comunista; hasta ahora el comunismo nunca ha sido considerado científicamente por el pueblo y para el pueblo. Hoy han penetrado en el pueblo nuevos conceptos, nuevas ideas, nuevas necesidades que anteriormente le eran absolutamente ajenos. Nuevas ideas y una gran necesidad: reformar la sociedad.

El término «comunismo» fue sustituyendo progresivamente al originario de «socialismo» o al menos se confundió con él. Sin embargo «comunista» y «socialista» no eran términos estrictamente equivalentes ya que los comunistas se distinguían de los socialistas por unas ideas que en ellos estaban más claramente afirmadas, como la realidad de la lucha de clases de la que se derivaba la necesidad de la revolución —la conquista del Estado— para alcanzar la nueva sociedad. Estas diferencias fueron las que motivaron que Karl Marx y Friedrich Engels adoptaran el vocablo «comunista» y no el de «socialista» para llamar a la Liga que fundaron en 1847 y al manifiesto de la misma hecho público al año siguiente. Engels explicó en 1890 que en la década de 1840 «la parte de los obreros que, convencida de la insuficiencia de las revoluciones meramente políticas, exigía una transformación radical de la sociedad, se llamaba entonces comunista» mientras que la mayoría de los que se hacían llamar «socialistas» «se hallaban fuera del movimiento obrero y buscaban apoyo más bien en las clases «instruidas», «y como nosotros ya en aquel tiempo sosteníamos muy decididamente el criterio de que «la emancipación de la clase obrera debe ser obra de la clase obrera misma», no pudimos vacilar un instante sobre cuál de las dos denominaciones procedía elegir». No fue sino hasta la Revolución Bolchevique que el término socialismo llegó a referirse a una etapa de transición de la dictadura del proletariado.
Después de 1848, los vocablos «socialismo» y «comunismo» se afirmaron y se superpusieron, identificándose en unos períodos y diferenciándose en otros, y también se utilizaron para caracterizar etapas de desarrollo histórico distintas.

“¡Qué es un comunista! Uno que tiene anhelos
por una división equitativa de ingresos desiguales.
⁠Ocioso o chapucero, o ambos, está dispuesto
para desembolsar su centavo y embolsarse tu chelín".
“What is a Communist! One that hath yearnings
⁠For equal division of unequal earnings.
⁠Idler or bungler, or both, he is willing
⁠To fork out his penny and pocket your shilling.”
Ebenezer Elliott, Corn Law

## Orígenes y fuentes históricas del comunismo

### Comunismo primitivo
En sociología política y antropología, se atribuye a Karl Marx y Friedrich Engels el concepto comunismo primitivo, como el estado original cazador-recolector de la especie humana del que surgió el comunismo temprano, una etapa de desarrollo de las formaciones económico-sociales con bajo nivel de las fuerzas productivas y caracterizado por la propiedad colectiva y la distribución igualitaria de los productos. Para Marx, solo después de que la humanidad fue capaz de producir excedentes (y de que algunos miembros de la sociedad se apropiaron de ellos) con las divisiones del trabajo, se desarrolló la propiedad privada, el Estado y sociedades basadas en la explotación.

En 1847, la historia de la organización social que precedió a toda la historia escrita, la prehistoria, era casi desconocida. Posteriormente, Haxthausen ha descubierto en Rusia la propiedad comunal de la tierra; Maurer ha demostrado que ésta fue la base social de la que partieron históricamente todas las tribus teutonas, y se ha ido descubriendo poco a poco que la comunidad rural, con la posesión colectiva de la tierra, es o ha sido la forma primitiva de la sociedad, desde las Indias hasta Irlanda. La organización interna de esa sociedad comunista primitiva ha sido puesta en claro, en lo que tiene de típico, con el culminante descubrimiento hecho por Morgan de la verdadera naturaleza de la gens y de su lugar en la tribu. Con la disolución de estas comunidades primitivas comenzó la división de la sociedad en clases distintas y, finalmente, antagónicas. He intentado analizar este proceso en la obra "Der Ursprung der Familie, der Priva teigenthums und des Staats" ["El origen de la familia, la propiedad privada y el Estado".]
Nota de F. Engels a la edición inglesa de 1888 del Manifiesto del Partido Comunista

### Comunismo igualitario y cristiano

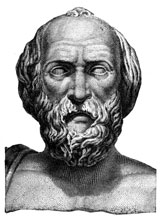
Licurgo de Esparta.

Se designa con esta expresión a todas las doctrinas pre marxistas, que con muchísima diversidad, se les puede englobar como utopías sociales que abogaban por la propiedad colectiva (a diferencia de un régimen de propietarios iguales) y la igualdad total (incluyendo todas las necesidades) de todos los productores. Tales doctrinas primitivas resolvían el problema de las relaciones del individuo con la sociedad a través de la «sociedades de iguales», que bien podía ser una comuna, el Estado, etc.
Tales doctrinas se desarrollaron en la Época Clásica y en la Edad Media. Un ejemplo de comunismo igualitario es el implantado en Esparta por Licurgo también designado como comunismo militar. Este gobierno solo consideraba como «iguales» a los ciudadanos de la polis, ya que mantenía un régimen esclavista. Otro ejemplo de ciertas doctrinas comunistas en un marco antiguo son las propuestas por Platón en La República:

"[...] digo yo, que según el proverbio, todas estas cosas deben ser comunes entre amigos."
La República de Platón, o coloquios sobre la justicia, 
trad. José Tomás y García (1805). Volumen 1, p. 169.

Pero el gobierno era pragmáticamente llevado por una aristocracia de filósofos. En la ciudad de Platón todo era común y solo se aplica a las clases rectoras, rechazado el régimen democrático. La abolición de la propiedad, se ha dicho, trae consigo la abolición de la familia. Aristóteles en el libro II de su Política criticó esta doctrina de su maestro.
Los pitagóricos y primeros cristianos practicaron la postura de comunidad de bienes. Las tendencias igualitarias se desarrollaron en algunas de las primeras herejías cristianas, como también en las comunas anabaptistas.

43 Todos estaban asombrados por los muchos prodigios y señales que realizaban los apóstoles. 44 Todos los creyentes estaban juntos y tenían todo en común: 45 vendían sus propiedades y posesiones, y compartían sus bienes entre sí según la necesidad de cada uno.
Hechos de los Apóstoles 2:43-45

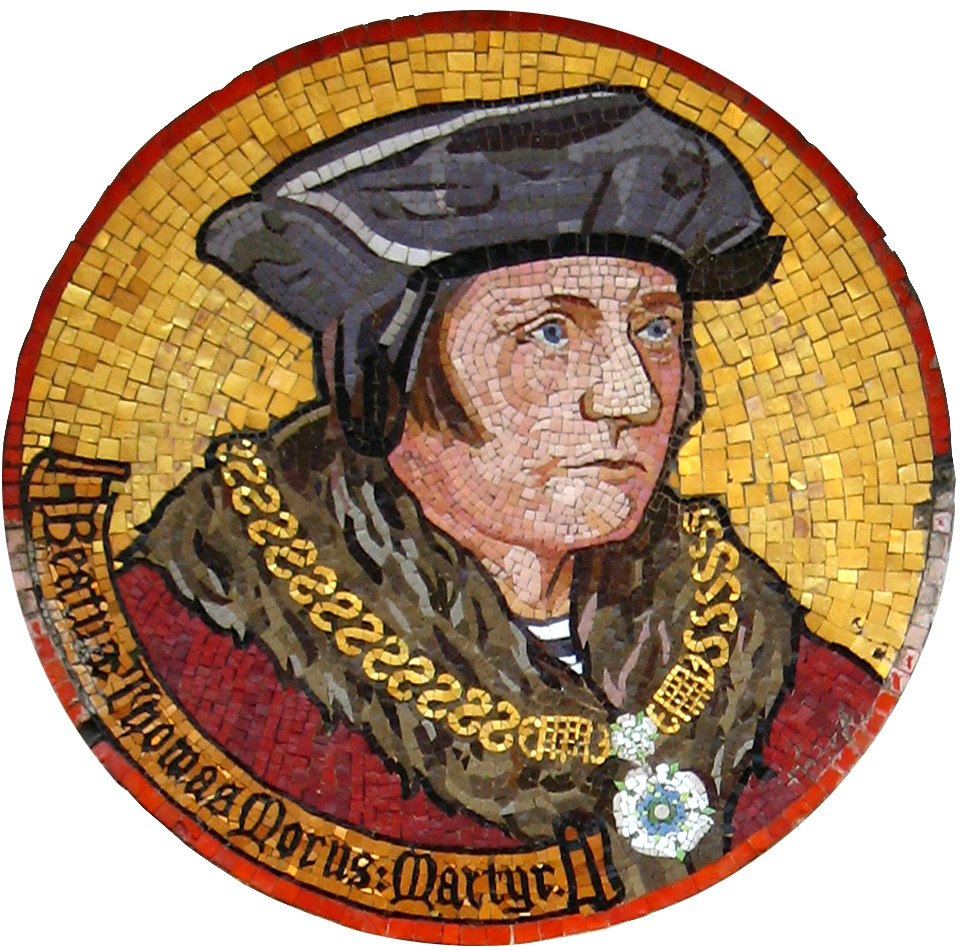
Tomás Moro.

La condena de la propiedad privada y los elogios a la comunidad de bienes ya figuraron en los programas de algunas insurrecciones campesinas de la época del feudalismo. El desarrollo sistemático del socialismo y comunismo empieza en el período del nacimiento del capitalismo, en la época del Renacimiento. El pensamiento comunista también se remonta a las obras del escritor inglés del siglo XVI Tomás Moro. En su tratado Utopía de 1516, Moro retrató una sociedad sin clases sociales basada en la posesión común de la propiedad, cuyos gobernantes la administraban mediante la aplicación de la razón. En 1623, La ciudad del Sol del monje italiano Tomás Campanella, describe un Estado donde la propiedad y el trabajo eran comunes, con igualdad de derechos en las mujeres.

### Comunismo crítico-utópico

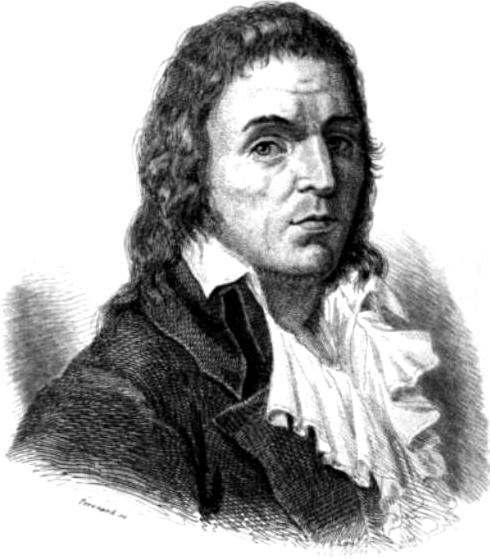
François Babeuf.

En el siglo XVIII, los principios del comunismo igualitario sirvieron como rendimiento del pensamiento socialista. Dos franceses Jean Meslier y Étienne-Gabriel Morelly fueron precursores en esa dirección. Como expresión de las ideas igualitarias (niveladoras) del sector más radical de la Revolución inglesa, el protestante inglés Gerrard Winstanley abogaba por la colectivización de la tierra y de todos los recursos naturales como bienes fundamentales de todo el pueblo. Críticas hacia la propiedad privada y el Antiguo Régimen continuaron durante la Ilustración a través de pensadores como Gabriel Bonnot de Mably y Jean-Jacques Rousseau en Francia.

El primer individuo al que, tras haber cercado un terreno, se le ocurrió decir "Esto es mío" y encontró a gente lo bastante simples como para hecerle caso, fue el verdadero fundador de la Sociedad Civil. Cuántos crímenes, guerras, asesinatos, cuántas miserias y horrores no le hubieran ahorrado al género humano el que, arrancando las estacas o cegando el foso, hubiera gritado a sus semejantes: "Guardaos de escuchar a este impostor; estáis perdidos si olvidáis que las frutas a todos pertenecen y que la tierra no es de nadie..."
Discurso sobre el origen y los fundamentos de la desigualdad entre los hombres

Tras la agitación de la Revolución Francesa, el comunismo surgió más tarde como una doctrina política.

No queremos la igualdad escrita en una tabla de madera, la queremos en nuestras casas, bajo nuestros techos.
François-Noël Babeuf, Conjuration des Égaux, 1795.

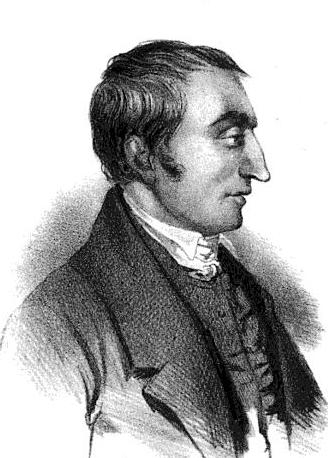
Henri de Saint-Simon.

El comunismo como tradición política e ideológica surge a partir del siglo XVIII impulsado por las fuertes contradicciones sociales en Europa. Durante el gobierno del Directorio (1795-1799) en la Francia revolucionaria François-Noël Babeuf lleva a cabo la Conjuration des Égaux (Conspiración de los iguales), la primera acción revolucionaria llevada a cabo en nombre de una ideología comunista. El babuvismo proponía la abolición de la propiedad privada, la instauración de la propiedad comunitaria para asegurar la única y verdadera igualdad, no solo política, sino también económica. El movimiento fue salvajemente reprimido, si bien su pensamiento resistió el paso del tiempo y engendró la mayoría de los comunismos posteriores.
Sobre 1835, las ideas comunistas prosiguieron su desarrollo fuertemente vinculadas al concepto de socialismo, a partir del llamado socialismo utópico (también denominado comunismo utópico), siendo sus principales exponentes:
- Robert Owen fue el primer autor en considerar que el valor de los productos debía medirse con base al trabajo incorporado a ellos, y no al valor en dinero que se les atribuye. Owen propuso un sistema de colonias comunistas para combatir la miseria en Irlanda. Fue así, por este camino puramente práctico, como surgió el comunismo oweniano.[57]
- Charles Fourier propuso la creación de unas unidades de producción y consumo, las falanges o falansterios, basadas en un cooperativismo integral y autosuficiente.[58] Proclamó que el grado de emancipación de la mujer en una sociedad es la medida de la emancipación general. Para él, la civilización se mueve en un «círculo vicioso», en un ciclo de contradicciones, que está reproduciendo constantemente sin acertar a superarlas.[57]
- Y el conde de Saint-Simon consideró que la nueva sociedad debía estar planificada para atender las necesidades de los pobres. Para alcanzar esa sociedad que acabara con la «anarquía» capitalista proponía la constitución de un nuevo Estado dirigido por los científicos y por los «industriales» que sustituirían a los «ociosos»: curas, nobles y explotadores.[57] Su propuesta ha sido calificada como «socialismo aristocrático», lo que se llamaría tecnocracia.[59]

Estos autores propusieron la transición hacia nuevas sociedades a través de comunidades rurales autosuficientes por el trabajo de voluntarios; sin embargo, no consideraban que la sociedad capitalista estuviera compuesta por clases sociales antagónicas, renunciando a la revolución con fe en que el orden existente puede ser cambiado con ayuda de la propaganda de las ideas del socialismo. Marx y Engels reelaboraron las doctrinas del socialismo utópico.

## Comunismo en sociología
El comunismo (de común), entendido como concepto sociológico, refiere a un orden socioeconómico basado en la posesión totalmente en común de los bienes de producción y/o de consumo.

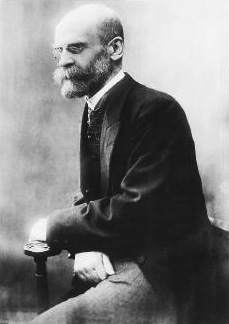
Emile Durkheim. Unos de los padres de la sociología.

En la definición del sociólogo Émile Durkheim, el comunismo es descrito como aquel orden social (propiamente comunal) en el que el consumo se organiza colectivamente, mientras persiste una elección libre e individual del papel en la producción (aunque el producto del trabajo se dedique al servicio de la comunidad). El comunismo es así definido en oposición al socialismo en el cual se pauta colectivamente la producción y la forma del trabajo, mientras que el consumo se disfruta en privado y depende de un libremente elegido aporte laboral a la sociedad:

Es cierto que uno y otro sistema hacen entrar en el terreno colectivo modalidades de actividad que, según las concepciones individualistas, deberían corresponder al terreno privado; y, sin duda, eso es lo que mayormente ha contribuido a la confusión. Pero también en este punto hay una tajante oposición. Según el socialismo, las funciones económicas propiamente dichas, es decir, las funciones productoras de servicios (comercio e industria) deben estar organizadas socialmente; pero el consumo debe seguir siendo privado. No hay, como hemos visto, doctrina socialista que niegue al individuo el derecho de poseer y emplear como guste lo que ha adquirido legítimamente. En el comunismo por el contrario, el consumo es común y la producción sigue siendo privada. En la Utopía cada cual trabaja por su lado, como quiere, y está obligado simplemente a no permanecer ocioso. Cultiva su jardín, se ocupa de su oficio, como podría hacerlo en la sociedad más individualista. No hay regla común que determine las relaciones de los diferentes trabajadores entre sí, la forma en que esas actividades diversas deben concurrir a los fines colectivos. Como cada cual hace lo mismo, o casi, no hay que reglamentar ninguna cooperación. Sólo que lo que cada uno ha producido no le pertenece. No puede disponer de ello a placer. Es preciso que lo aporte a la comunidad, y sólo lo usa cuando ésta misma lo usa colectivamente. Entre estos dos tipos de ordenación social hay, pues, la misma distancia que separa la organización de ciertas colonias de pólipos de la de los animales superiores. En la primera, cada uno de los individuos asociados caza por su cuenta, a título privado; pero lo que atrapa va a parar a un estómago común y el individuo no puede tener su parte de la riqueza común, es decir, su parte de comida, sin que toda la sociedad coma al mismo tiempo. En cambio, entre los vertebrados, cada órgano está obligado, en su funcionamiento, a adecuarse a reglas destinadas a armonizarlo con los otros; es el sistema nervioso el que asegura este acuerdo. Pero cada órgano, y en cada órgano cada tejido, y en cada tejido cada célula, se alimentan aparte, libremente, sin depender para de los demás. Incluso cada una de las partes del organismo tiene su alimentación especial. La distancia entre las dos concepciones sociales que con tanta frecuencia se han emparejado no es menos considerable.

El economista y sociólogo Max Weber parece coincidir con esta definición respecto al llamado «comunismo doméstico», pero no respecto al comunismo en general. Para Weber el término «socialismo» se puede usar a fines prácticos como una forma de describir una forma "racional" de comunismo en la cual la producción y el consumo de los individuos son también organizados en forma colectiva, mientras que en los eventuales comunismos premodernos tanto la producción como el consumo son individualmente libres pero su objetivo y origen, respectivamente, son siempre un fondo colectivo común:

El principio del comunismo doméstico, sin "asignaciones" individuales, sino que el individuo contribuye según sus fuerzas y goza según sus necesidades (en tanto como alcanzan los bienes), perdura todavía hoy como la característica más esencial de la comunidad doméstica de nuestra "familia", claro que casi siempre como un residuo limitado al consumo doméstico.

[...] Comunismo, si por él entendemos la ausencia de "cálculo" en el uso de los bienes y no la organización racional de su producción con vistas a cualquier ordenación ("socialismo").

Weber describe la naturaleza de la forma más cabal del comunismo como una planificación general que organiza la producción, contrastándola con una sociedad de mercado:

En el concepto de "orden administrativo" se incluyen todas las normas que pretenden valer tanto para la conducta del cuadro administrativo como para la de sus miembros "frente a la asociación", o como se suele decir, para todos aquellos fines cuya prosecución y logro tratan de asegurar las ordenaciones de la asociación mediante una acción planeada, y positivamente prescrita por ellas, del cuadro administrativo y sus miembros. En una organización económica de absoluto carácter comunista toda acción social sería aproximadamente de esa clase; en un estado de derecho en su forma pura y absoluta sólo serían, al contrario, de esa clase las acciones de los jueces, policías, jurados, soldados y las actividades legislativas y electorales. En general -aunque no siempre en particular- el límite de los órdenes administrativos y reguladores coincide con la separación, dentro de una asociación política, entre derecho "público" y "privado".

Pierre-Joseph Proudhon. Sus pensamientos sobre el socialismo libertario (mutualismo) inspiraron profundamente a Karl Marx.

El sociólogo Ferdinand Tönnies describe cómo en el comunismo la finalidad última de los medios sociales de producción y de los bienes fabricados es colectiva y a la vez compartida por todos, mediante la participación directa de los miembros en un único ámbito de vida común que los implica, noción que es compartida como el matiz etimológico para deducir el concepto del término.
Karl Marx describió en sus primeros manuscritos la naturaleza del desarrollo y formas que toma la idea del comunismo como proyecto social en función de la naturaleza de la propiedad privada que genera las condiciones para su desarrollo, pero sin intentar una definición esencialista ni una diferenciación entre comunismo y socialismo, en tanto la organización social futura prevista por el autor, combinaría y superaría los elementos del tradicionalismo comunitario y del conctractualismo societario:

[La] idea de la comunidad de mujeres es el secreto a voces de [un] comunismo todavía totalmente grosero e irreflexivo. Así como la mujer sale del matrimonio para entrar en la prostitución general, así también el mundo todo de la riqueza es decir, de la esencia objetiva del hombre, sale de la relación del matrimonio exclusivo con el propietario privado para entrar en la relación de la prostitución universal con la comunidad. Este comunismo, al negar por completo la personalidad del hombre, es justamente la expresión lógica de la propiedad privada, que es esta negación. La envidia general y constituida en poder no es sino la forma escondida en que la codicia se establece y, simplemente, se satisface de otra manera. La idea de toda propiedad privada en cuanto tal se vuelve, por lo menos contra la propiedad privada más rica como envidia deseo de nivelación, de manera que al estas pasiones las que integran el ser de la competencia. El comunismo grosero no es más que el remate de esta codicia y de esta nivelación a partir del mínimo representado. [...] La primera superación positiva de la propiedad privada, el comunismo grosero, no es por tanto más que una forma de mostrarse la vileza de la propiedad privada que se quiere instaurar como comunidad positiva.

2º) El comunismo a) Aún de naturaleza política, democrática; b) Con su superación del Estado, pero al mismo tiempo aún con esencia incompleta y afectada por la propiedad privada, es decir, por la enajenación del hombre. En ambas formas el comunismo se conoce ya como reintegración o vuelta a sí del hombre, como superación del extrañamiento de si del hombre, pero como no ha captado todavía la esencia positiva de la propiedad privada, y menos aún ha comprendido la naturaleza humana de la necesidad, está aún prisionero e infectado por ella. Ha comprendido su concepto, pero aún no su esencia.

3º) El comunismo como superación positiva de la propiedad privada en cuanto autoextrañamiento del hombre, y por ello como apropiación real de la esencia humana por y para el hombre; por ello como retorno del hombre para sí en cuanto hombre social, es decir, humano; retorno pleno, consciente y efectuado dentro de toda la riqueza de la evolución humana hasta el presente. Este comunismo es, como completo naturalismo = humanismo, como completo humanismo = naturalismo; es la verdadera solución del conflicto entre el hombre y la naturaleza, entre el hombre y el hombre, la solución definitiva del litigio entre existencia y esencia, entre objetivación y autoafirmación, entre libertad y necesidad, entre individuo y género. Es el enigma resuelto de la historia y sabe que es la solución.
Karl Marx, Manuscritos económicos y filosóficos de 1844, Tercer Manuscrito, Propiedad privada y comunismo.

Por su parte Friedrich Engels tomó del antropólogo Lewis Henry Morgan la idea de que hubo un período de comunismo primitivo en el inicio del desarrollo histórico de las sociedades humanas, y la sistematizó en su libro El origen de la familia, la propiedad privada y el Estado, en el cual se describe la naturaleza del mismo desde una óptica más cercana a la de la sociología empírica.
El marxismo comparte con la sociología clásica posterior que el comunismo se distingue por implicar la no especialización en la división del trabajo y la inexistencia de dinero para la circulación de los bienes.
Entre los ejemplos históricos concretos de ordenamientos sociales que pueden ser definidos propiamente como comunistas desde el punto de vista sociológico, se puede contar a: el comunismo cristiano premoderno (el comunismo familiar de la Iglesia católica primitiva), y el moderno (sistematizado por Tomás Moro y experimentado por los Shakers de Mánchester, los Cavadores de Gerrard Winstanley y el propulsado por el movimiento obrero de la Liga de los justos de Wilhelm Weitling), las formas protocomunistas del mazdakismo persa, el comunismo feudal que llamó la atención del último Marx (los Mir tradicionales rusos, los isleños escoceses de St Kilda), variantes secularizadas del comunismo religioso milenarista (Gabriel Bonnot de Mably, Morelly) y movimientos no revolucionarios como el de las comunas hippies y los kibutz israelíes, entre otros. Mayoritariamente estas formas de vida comunista no han dependido de una doctrina política que las establezca.

## Comunismo en política
En su forma moderna, el comunismo surgió del movimiento socialista en la Europa del siglo XIX. A medida que avanzaba la Revolución Industrial, los críticos socialistas culparon al capitalismo de la miseria del proletariado, una nueva clase de trabajadores fabriles urbanos que trabajaban en condiciones a menudo peligrosas. Los más destacados entre estos críticos fueron Karl Marx y su socio Friedrich Engels. En 1848, Marx y Engels ofrecieron una nueva definición de comunismo y popularizaron el término en su famosa obra, Manifiesto del Partido Comunista.
El comunismo, en el sentido político, es un movimiento cuya doctrina se basa en el marxismo y que, de acuerdo con esta doctrina, tiene por principal objetivo la toma transitoria del poder del Estado para la instauración de una revolución social que, a través de tres fases, implante una organización económica y social socialista/comunista basada en el control colectivo de la producción.
El comunismo está representado por una organización internacional que lleva el nombre de Internacional Comunista y que coordina en cada región a un partido político que a su vez suele llevar el nombre de comunista. Cada corriente doctrinal comunista tiene su propia «Internacional».

Para nosotros, el comunismo no es un estado que debe implantarse, un ideal al que ha de sujetarse la realidad. Nosotros llamamos comunismo al movimiento real que anula y supera al estado de cosas actual. Las condiciones de este movimiento se desprenden de la premisa actualmente existente.
K. Marx y F. Engels (1845) La ideología alemana, 5. Desarrollo de las fuerzas productivas como premisa material del comunismo

### Desarrollo doctrinal

Karl Marx, filósofo alemán principal desarrollador de la teoría comunista, además de importantes doctrinas filosóficas ligadas a este como el materialismo histórico.

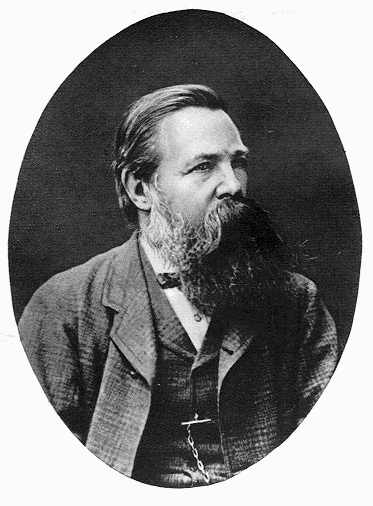
Friedrich Engels, filósofo alemán y compañero de Marx, coautor de varias de sus obras y teórico del socialismo científico.

A lo largo del siglo XIX, los términos «comunismo» y «socialismo» se usaron como sinónimos. Étienne Cabet y el neobabuvista Jean-Jacques Pillot las emplearon de inmediato y el adjetivo «comunista» fue usado para referirse a un banquete organizado por Pillot celebrado el 1 de julio de 1840 en las afueras de París en el que participaron más de mil comensales, en su mayoría obreros, y en el que se defendió la necesidad de aplicar reformas que no fueran meramente políticas para alcanzar una «igualdad real». En junio de 1843 el poeta alemán Heinrich Heine, quien desde hacía más de diez años vivía en París, advirtió de su crecimiento: «Los comunistas son en Francia el único partido que merece atención». En la década de 1830, en general, la palabra "socialismo" llegó a significar casi cualquier tipo de reforma con el propósito de mejorar la situación del proletariado y "comunismo" como más extremo que el socialismo. Una distinción generalizada era que el socialismo socializaba solo la producción, mientras que el comunismo socializaba tanto la producción como el consumo.
Según Jean Bruhat, en la década de 1840 «comunista» y «socialista» no eran términos completamente equivalentes ya que los comunistas se distinguían por unas ideas que en ellos estaban más claramente afirmadas que en los socialistas, como la realidad de la lucha de clases de la que se derivaba la necesidad de la revolución —la conquista del Estado— para alcanzar la nueva sociedad, pues para cambiar al hombre había que cambiar el régimen económico y social en el que vivía, como lo advirtió el neobabuvista Théodore Dézamy cuando criticaba a los que creían «que para modelar al hombre a su gusto bastaría proponérselo de un modo testarudo y enérgico».
El filósofo británico John Stuart Mill discutió una forma de socialismo económico dentro de un contexto liberal:

Y para plantear esta cuestión en su forma más simple, supondremos que la forma del socialismo es el comunismo simple, es decir, la división equitativa del producto entre todos los participantes, o, según el estándar aún más alto de M. Louis Blanc de justicia, reparto de la misma según la diferencia de necesidad, pero sin diferenciar la recompensa según la naturaleza del deber ni según los supuestos méritos o servicios del individuo. Hay otras formas de socialismo, particularmente el fourierismo, que, por consideraciones de justicia o conveniencia, permiten diferencias de remuneración para diferentes tipos o grados de servicio a la comunidad; pero la consideración de éstos puede posponerse por el momento.

Históricamente los múltiples partidos comunistas adoptaron, bajo su liderazgo, la obra de Karl Marx y Friedrich Engels como doctrina y programa político-revolucionario, la cual fue sistematizada bajo el nombre de marxismo. En la década de 1840, Engels y Marx se describieron a sí mismos como "comunistas" y a menudo definieron tácitamente a los "socialistas" como sus opositores. Entre sus críticas mutuas, tanto Marx como Proudhon aceptaron que Marx era un "comunista", Proudhon un "socialista", y que estos eran distintos. Engels escribió:

En 1847, el "socialismo" designaba un movimiento burgués, el "comunismo" un movimiento obrero.
Manifiesto comunista, Prólogo de Engels a la edición alemana de 1890 (1848), K. Marx y F. Engels,

Más tarde, Marx y Engels se cambiaron al uso del vocablo «socialismo», que significó exactamente lo que antes habían querido decir con "comunismo", considerando este último término anticuado. Poco después en 1917, Vladímir Lenin en su obra El Estado y la revolución utilizó la palabra «socialismo» para referirse a la primera etapa en la consecución de la sociedad sin clases o «comunismo», caracterizada por la organización colectiva de la producción y la distribución en tanto que el consumo seguiría siendo particular.
Con la toma del poder por parte de los comunistas en el Imperio ruso bajo el mando de Lenin en octubre de 1917, el liderazgo ideológico sobre los partidos comunistas del mundo pasó a estar en manos de la Internacional Comunista. Posteriormente a su muerte, las aportaciones teóricas aportadas por Lenin al marxismo fueron conocidas mediante el nombre de leninismo. Son, por ejemplo, la teoría del imperialismo como fase superior del capitalismo, o la teoría del partido de vanguardia como herramienta necesaria para encabezar al movimiento obrero y al resto de clases explotadas en la conquista del poder político y la subversión del modo de producción capitalista, mediante la destrucción del Estado burgués y su sustitución por un Estado obrero.
Iósif Stalin, bajo su mandato en la Unión Soviética, utilizaría posteriormente el nombre marxismo-leninismo para formular su ideología política, oficialmente basada en el marxismo y el leninismo. Este nombre, sin embargo, no alude a la unión de ambas ideologías, sino que es un vocablo específico creado para describir la línea que Stalin implantó en el PCUS y la Comintern y sus partidos, así como en la mayoría de Estados bajo la órbita soviética, gobernados estos. Desde entonces los partidos marxistas y leninistas no estalinistas (los trotskistas y leninistas antiestalinistas, como el POUM, entre otros) han utilizado frecuentemente otros nombres para referirse al leninismo, tales como bolchevique-leninismo o leninismo a secas, así como indistintamente, el término marxismo-leninismo. A la muerte de Stalin, el Partido Comunista de la Unión Soviética abandonó oficialmente la versión original estalinista del marxismo-leninismo y su forma de organizar en forma verticalista la estructura interna del partido (centralismo democrático) y de éste con el resto del Estado, acusándola de imponer un culto a la personalidad a la persona del líder (desestalinización). Sin nuevos liderazgos ideológicos relevantes en la URSS, quedaría en China Mao Tse Tung como continuador de la estructura política estalinista y de sus posiciones doctrinales. Se produjo entonces una segunda ruptura entre los partidos comunistas prosoviéticos (en principio marxistas-leninistas, pero no estalinistas) y los partidos comunistas que siguieron o bien la ortodoxia de Stalin, autodenominada marxismo-leninismo y por sus críticos estalinismo, o bien la de Mao, luego denominada marxismo-leninismo-maoísmo.

### Organización política
Desde que el movimiento comunista adoptó los criterios leninistas como forma de organización, todos los partidos y los estados construidos bajo el control de estos partidos han creado instituciones similares, organizados bajo la premisa de que cada partido comunista es una vanguardia del proletariado de cada país y representa sus intereses en tanto clase. La organización política de las naciones gobernadas por el Comunismo es, generalmente, una república de partido único. Las repúblicas comunistas se autotitularon oficialmente como «repúblicas obreras» ya que solo daban acceso a su control a la clase proletaria, pero finalmente y luego de la Segunda Guerra Mundial pasarían a denominarse como «repúblicas populares» en las cuales la dirección proletaria da acceso al poder a otras «clases populares» como el campesinado. En ambos casos el partido comunista se encarga de la dirección ideológica del país.
En este sistema, el partido subordina las burocracias del Estado y la legislación a sus objetivos políticos y propagandísticos. A su vez el aparato estatal es utilizado para promover en la sociedad civil sus objetivos de transformación social y cultural hacia una economía planificada. La frecuente imposición coercitiva de estos objetivos a toda la población así como la eventual subordinación de la sociedad civil a la militancia del partido comunista han sido usualmente caracterizadas como parte de un sistema totalitario, criticado por algunos de sus defensores como una degradación de la política comunista, y por sus detractores como intrínseco a la misma.

### Proyecto socioeconómico
La mayoría de variantes de partidos comunistas han adoptado una categorización histórica del pasado y el futuro social de Occidente de acuerdo a la demarcación de modos de producción establecida por la doctrina marxista: el comunismo primitivo (sin clases), el esclavismo, el feudalismo, el mercantilismo, el capitalismo, y finalmente el modo de producción comunista (sin clases), dividido en dos fases, cuya realización estaría en manos de la clase social llamada proletariado organizada bajo la dirección de un partido comunista revolucionario, y que desaparecería en tanto clase durante la realización del mismo.
Asimismo, el propio Marx utilizaba una periodización alternativa para describir la historia social de otras regiones geográficas, como la de despotismo oriental o modo de producción asiático en países como China.
Esta conceptualización sociológica de lo que es un orden social comunista posible, es propia de la doctrina marxista adoptada por los partidos comunistas, y se considera que ha variado con el marxismo-leninismo respecto a sus características correspondientes. Todos los autores marxistas sin embargo coinciden en que la sociedad comunista se desarrolla en un período de transición y dos fases:

#### Período de transición
El «período de transición del capitalismo al comunismo» (o «transición al socialismo» propiamente según Lenin), se define por la toma del poder político por parte del proletariado llamada dictadura del proletariado:

Entre la sociedad capitalista y la sociedad comunista media el período de la transformación revolucionaria de la primera en la segunda. A este período corresponde también un período político de transición, cuyo Estado no puede ser otro que la dictadura revolucionaria del proletariado.

Durante este período y antes de llegar al comunismo, se reemplazará al modo de producción capitalista y con este a la burguesía, mediante la apropiación estatal de los medios de producción:

¿Será posible suprimir de golpe la propiedad privada? No, no será posible, del mismo modo que no se puede aumentar de golpe las fuerzas productivas existentes en la medida necesaria para crear una economía colectiva. Por eso, la revolución del proletariado, que se avecina según todos los indicios, sólo podrá transformar paulatinamente la sociedad actual, y acabará con la propiedad privada únicamente cuando haya creado la necesaria cantidad de medios de producción.
Una vez emprendido el primer ataque radical contra la propiedad privada, el proletariado se verá obligado a seguir siempre adelante y a concentrar más y más en las manos del Estado todo el capital, toda la agricultura, toda la industria, todo el transporte y todo el cambio. [...] Finalmente, cuando todo el capital, toda la producción y todo el cambio estén concentrados en las manos de la nación, la propiedad privada dejará de existir de por sí, el dinero se hará superfluo, la producción aumentará y los hombres cambiarán tanto que se podrán suprimir también las últimas formas de relaciones de la vieja sociedad.

Según el bolchevismo, la violencia política debe ser parte de la dictadura del proletariado en este período, y por tanto se trataría de una «dictadura» en dos sentidos distintos a la vez: que el poder del Estado esté en manos de una clase y no de otra, y que ese poder elimine las libertades de expresión y asociación de la clase enemiga. La interpretación leninista agregaría que la vanguardia del proletariado puede gobernar en nombre del proletariado, movilizándolo por entero o limitándose a organizar a una fracción del mismo, y siendo encabezada ocasionalmente por solo una persona. Además la dictadura del proletariado del período de transición podría usarse para fines de reeducación ideológica, tanto de la pequeña burguesía como del mismo proletariado.

#### Primera fase del comunismo
En la Crítica del programa de Gotha se diferencia entre una etapa comunista previa en donde el individuo compraría bienes con vales de trabajo, de una etapa superior, en la que cada persona contribuirá según sus capacidades y recibirá acorde a sus necesidades.
La «primera fase del comunismo» o «socialismo» según Lenin, se define por establecer la propiedad colectiva de los medios de producción en manos de una sociedad liderada por trabajadores. En esta fase las limitaciones de las fuerzas productivas debidas al abrupto inicio del nuevo modo de producción requieren la utilización del racionamiento y la organización de la producción de acuerdo a las necesidades colectivas del sistema social y recién luego a la compensación al trabajador mediante certificados de cantidades de trabajo, y no a las necesidades de los trabajadores en tanto hombres:

De lo que aquí se trata no es de una sociedad comunista que se ha desarrollado sobre su propia base, sino, al contrario, de una que acaba de salir precisamente de la sociedad capitalista y que, por tanto, presenta todavía en todos sus aspectos, en el económico, en el moral y en el intelectual, el sello de la vieja sociedad de cuya entraña procede. Congruentemente con esto, en ella el productor individual obtiene de la sociedad -después de hechas las obligadas deducciones- exactamente lo que ha dado. Lo que el productor ha dado a la sociedad es su cuota individual de trabajo. Así, por ejemplo, la jornada social de trabajo se compone de la suma de las horas de trabajo individual; el tiempo individual de trabajo de cada productor por separado es la parte de la jornada social de trabajo que él aporta, su participación en ella. La sociedad le entrega un bono consignando que ha rendido tal o cual cantidad de trabajo (después de descontar lo que ha trabajado para el fondo común), y con este bono saca de los depósitos sociales de medios de consumo la parte equivalente a la cantidad de trabajo que rindió. La misma cantidad de trabajo que ha dado a la sociedad bajo una forma, la recibe de esta bajo otra distinta. [...]
Por eso, el derecho igual sigue siendo aquí, en principio, el derecho burgués, aunque ahora el principio y la práctica ya no se tiran de los pelos, mientras que en el régimen de intercambio de mercancías, el intercambio de equivalentes no se da más que como término medio, y no en los casos individuales.
A pesar de este progreso, este derecho igual sigue llevando implícita una limitación burguesa. El derecho de los productores es proporcional al trabajo que han rendido; la igualdad, aquí, consiste en que se mide por el mismo rasero: por el trabajo. [...] Pero estos defectos son inevitables en la primera fase de la sociedad comunista, tal y como brota de la sociedad capitalista después de un largo y doloroso alumbramiento.

Aquí las interpretaciones de la categorización marxiana se dividen en dos: la posición de Lenin y la marxista-leninista en general, establece que esta fase del comunismo es cualitativamente distinta a la siguiente y debe mejor ser llamada socialismo. En esta fase, para los leninistas, tanto la dictadura del proletariado como el proletariado subsisten, ya que el Estado debe seguir teniendo el dominio de los medios de producción por cuanto debe preservarse para la lucha contra potenciales contrarrevoluciones de exburgueses. El marxismo-leninismo, desde su fundación por Stalin, agregaría a su vez otra diferencia con Lenin: bajo el socialismo podía subsistir la utilización del dinero, a diferencia del socialismo como era entendido por los bolcheviques y fuera intentado durante el período que luego sería denominado como «comunismo de guerra».
La crítica marxista y socialista al leninismo considera, en cambio, que Marx utilizaba indistintamente los términos socialismo y comunismo para referirse a ambas fases, que la primera fase excluye la dictadura del proletariado, y que la dictadura del proletariado no puede ser el medio de organización de la economía socialista o comunista: el Estado en tanto órgano de represión política no puede controlar los medios de producción si la burguesía ya fue enteramente expropiada, puesto que dicho dominio implicaría que puede existir un Estado sin clases sociales, que la dictadura se ejerce políticamente sobre la oposición obrera, y que incluso se utiliza la dictadura (como violencia política y hasta unipersonal) no solo para la representación sino hasta para la organización interna castrense de la clase proletaria, entendiéndose al socialismo como un colectivismo de Estado organizado autoritariamente y hasta dictatorialmente por una jefatura. Para estos, si en la primera fase se continúa la política del período de transición, la utilización de las empresas colectivas seguiría estando al servicio de una función política del partido comunista y no del proletariado, con lo cual se trataría de un capitalismo de Estado o un colectivismo burocrático (cuya justificación ideológica solo podría ser la de un «comunismo grosero»), en el cual la existencia del Estado solo podría explicarse en términos marxistas como herramienta de represión de los trabajadores por parte de una nueva clase económica o de una élite política (grupo explotador no formado por una clase suma de propietarios privados e independientes sino colectivamente propietaria como grupo organizado, en forma similar al modo de producción asiático).

#### Fase superior del comunismo
«La fase superior del comunismo» (o «comunismo» propiamente, según Lenin) se define igualmente por la propiedad colectiva de los medios de producción en manos de la sociedad liderada por trabajadores, pero en esta fase se puede superar, gracias al desarrollo de la capacidad productiva, el derecho burgués de intercambio de equivalentes así como la especialización en la división del trabajo, por lo cual tanto la contribución a la sociedad como la provisión de bienes sería gratuita y solo limitada a la libre voluntad de los miembros de trabajar cuando y como deseen, y de consumir lo que consideren necesario:

En una fase superior de la sociedad comunista, cuando haya desaparecido la subordinación esclavizadora de los individuos a la división del trabajo, y con ella, el contraste entre el trabajo intelectual y el trabajo manual; cuando el trabajo no sea solamente un medio de vida, sino la primera necesidad vital; cuando, con el desarrollo de los individuos en todos sus aspectos, crezcan también las fuerzas productivas y corran a chorro lleno los manantiales de la riqueza colectiva, sólo entonces podrá rebasarse totalmente el estrecho horizonte del derecho burgués y la sociedad podrá escribir en sus banderas: "¡De cada cual, según sus capacidades; a cada cual según sus necesidades!".

Al paso que en la sociedad comunista, donde cada individuo no tiene acotado un círculo exclusivo de actividades, sino que puede desarrollar sus aptitudes en la rama que mejor le parezca, la sociedad se encarga de regular la producción general, con lo que hace cabalmente posible que yo pueda dedicarme hoy a esto y mañana a aquello, que pueda por la mañana cazar, por la tarde pescar y por la noche apacentar el ganado, y después de comer, si me place, dedicarme a criticar, sin necesidad de ser exclusivamente cazador, pescador, pastor o crítico, según los casos.

La interpretación marxista-leninista sostiene que esta fase es cualitativamente distinta de la anterior y que solo en ésta se podrá llegar a la «extinción del Estado», puesto que Lenin atribuye al Estado funciones no-clasistas como la organización interna del proletariado para la represión de sus propios miembros que no deseen trabajar para la organización colectivista. Solo en tanto no existan «haraganes», que se presumen minoritarios, el Estado podrá desaparecer ya que habrá terminado de combatir las costumbres capitalistas heredadas.
Para los marxistas que critican esta posición, el Estado ya debería haber desaparecido mucho antes en tanto ya no existen clases, y que por eso mismo las empresas no podrían ser posesión colectiva del Estado sino de los trabajadores asociados colectivamente, ni tampoco la represión de los excesos debería de estar en manos de un órgano separado de los trabajadores armados. Esta distinción y la propia disolución del Estado carecería de sentido si acaso este puede ser un instrumento igualmente funcional de administración económica y social por parte de los obreros.
Existen discrepancias cruciales entre las diferentes corrientes del marxismo, en especial por parte de intérpretes bolcheviques y no-bolcheviques de las tesis de Marx, así como también posiciones críticas encontradas desde fuera del marxismo sobre la continuidad o no entre Marx y Lenin, respecto a cuál debería ser la forma de producción, el rol del Estado y, en general, la naturaleza de cada una de las fases de desarrollo del comunismo. Entre las principales disidencias consideradas se mencionan: cuál sería el rol del partido comunista en la dictadura del proletariado; si la extensión de la dictadura del proletariado alcanza solo al período de transición contra las clases enemigas o también a la primera fase del comunismo extendiendo la presencia punitiva del Estado a los trabajadores contrarrevolucionarios; si acaso el Estado es el organizador de la economía también en la primera fase socialista del comunismo, si meramente permanece cumpliendo un rol político reducido entre conflictos de trabajadores, o si se habrá extinguido; y si en la fase superior del comunismo, aun sin Estado alguno, la planificación deberá seguir siendo centralizada como en el modelo leninista de economía comandada, o una coordinación interpersonal voluntaria que superaría la disociación entre individualismo y colectivismo, etc.

### Aplicación histórica
Las doctrinas de las diversas corrientes marxistas coinciden en la necesidad de suprimir la propiedad privada (especialmente la de los medios de producción sociales) para establecer una economía planificada, y en la emancipación del proletariado como la primera clase oprimida sin economía propia, negación de toda posible apropiación privada y por ende tendiente a desaparecer como clase en una comunidad comunista.
Debido a la popularidad de la revolución bolchevique y la polarización política entre los colectivismos soviéticos y los mercados capitalistas, el comunismo se ha identificado casi naturalmente con la doctrina marxista-leninista. A diferencia de lo concebido por Marx y Engels, bajo esta doctrina la primera fase del comunismo, que es la más fácilmente alcanzable, es considerada «socialismo». Esta reconceptualización leninista se popularizaría en el léxico político-económico, y desde entonces se afirma que casi todos los gobiernos comunistas han implantado formalmente economías socialistas y no comunistas, puesto que son excepcionales los casos de naciones controladas por partidos comunistas que hayan alcanzado la fase superior del comunismo (o sea, el "comunismo" de acuerdo a esta terminología). Sin embargo el gobierno leninista no había dejado de entender la organización económica socialista de la producción como una economía colectiva que decidiera directamente la organización de la producción sin uso del dinero. El contraste de Lenin con Marx era solo que en su interpretación de la primera etapa del comunismo se agregaba a la distribución por función prevista por Marx, la idea de una economía estatal dirigida por una junta de planificación, mientras que recién en su etapa final el comunismo funcionaría como Marx preveía en cambio para las dos fases: como una autoorganización común de todos los individuos.
De manera que, a pesar de tal diferencia con Marx respecto a un colectivismo de Estado para la primera fase, Lenin sí coincidía con este en que ambas fases del comunismo requirieran la abolición del dinero y una planificación directa de los recursos mediante su provisión centralizada a la producción y al consumo, por lo cual, coherentemente con esta descripción, fue este el tipo de sistema que se intentaría implantar durante los primeros años del régimen bolchevique. Luego del fracaso de este experimento económico, Lenin lideraría la transformación de la economía rusa de vuelta hacia una economía de mercado bajo el nombre de Nueva Política Económica. Cuando sus sucesores abolieron nuevamente estas reformas capitalistas para reimponer el socialismo, el concepto de socialismo (o primera fase del comunismo) ya no implicaba la planificación por asignación de bienes que Marx y Lenin entendían como un prerrequisito del mismo: sea por parte de una comunidad de productores en Marx o provisoriamente por parte del Estado en Lenin, cualquier planificación consciente produce un bien ya conociendo cómo será utilizado y por tanto en ningún caso requiere del uso de dinero ("producción para el uso").
Siguiendo el centralismo democrático de Lenin, los partidos leninistas se organizaron sobre una base jerárquica, con células activas de miembros como base amplia. Estaban formados solo por cuadros de élite aprobados por miembros superiores del partido como confiables y completamente sujetos a la disciplina del partido. En los juicios de Moscú, muchos viejos bolcheviques que habían desempeñado papeles prominentes durante la Revolución de Octubre de 1917 o en el gobierno soviético de Lenin después, incluidos Lev Kámenev, Grigori Zinóviev, Alekséi Rýkov y Nikolái Bujarin, fueron acusados y se declararon culpables de conspiración contra la Unión Soviética, y fueron ejecutados.
Tanto en los modelos personalistas de Stalin y Mao como en el de las burocracias soviéticas posteriores y los nuevos regímenes comunistas alrededor del mundo, el socialismo terminaría limitándose a un régimen de metas de producción para un sistema de empresas estatales entre las cuales operaba un intercambio general de bienes dentro de una economía monetaria en la cual su compraventa no era determinante directa de los ingresos. En el colectivismo soviético post-NEP, los bienes de producción (y finalmente los de consumo) eran producidos como mercancías con valoraciones abstractas monetarias, pero al mismo tiempo sus precios y cantidades estaban condicionados por un plan general centralizado al que una economía de empresas estatales debía adecuarse. Los planes quinquenales se basaban en metas generales de producción por las cuales las unidades de producción eran compensadas en dinero según criterios ajenos a los precios por los que eran vendidos los bienes de producción, por lo cual no operaban cabalmente como mercancías. La organización del cálculo económico en este sistema fue problemático para las juntas de planificación económica y usualmente degeneraba en una provisión racionada de los bienes de consumo, sea por desinterés o desconocimiento del Estado de los intereses del consumo individual, o por desabastecimiento producto de la descoordinación de la producción.
En casi la mitad de los países del mundo luego de la Segunda Guerra Mundial fue implementado este modelo de socialismo bajo dirigencias marxistas, sea o no bajo el nombre de partidos comunistas.

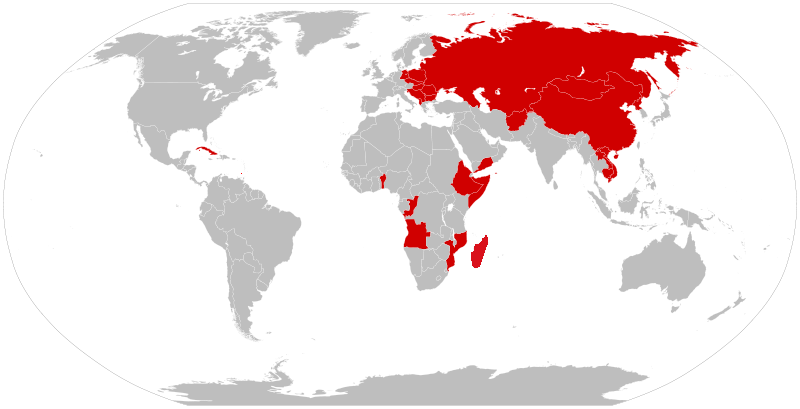
Mapa de los países que se declararon estados socialistas políticamente comunistas bajo la doctrina marxista-leninista entre 1979 y 1983. Este período marca la extensión territorial más grande de la ideología comunista.

Los territorios más importantes en ser incorporados por el movimiento comunista marxista-leninista fueron: primero, los que correspondían a las repúblicas que serían asimiladas al nuevo Estado de la Unión Soviética bajo el control de un mismo partido comunista, entre los que se encontraban Rusia, Ucrania, Bielorrusia, Armenia, Azerbaiyán, Georgia, Kazajistán, Kirguistán, Estonia, Letonia, Lituania, Moldavia, Tayikistán, Uzbekistán y Turkmenistán. A estos se agregaron los países alineados o satélites de la Unión Soviética en Europa del Este, América Latina y Asia, cuyos estados serían gobernados por partidos únicos propios (comunistas o no) basados en el socialismo soviético: Mongolia, Bulgaria, Yugoslavia, Hungría, Checoslovaquia, Polonia, Albania, Alemania Oriental, Rumanía, Cuba, Vietnam del Norte (luego Vietnam), Corea del Norte, Yemen del Sur, Camboya (bajo el dominio de Vietnam), China, Laos, Yemen, Etiopía, Angola, Somalía, Congo-Brazzaville, Mozambique, Guinea-Bisáu, Benín, Argelia, Birmania, Nicaragua, Granada y Afganistán entre otros.
En el caso de Yugoslavia, Hungría y Checoslovaquia se intentó una variante de este mismo modelo soviético llamado «socialismo de mercado» que intentaba emular la formación de precios en un mercado por diferentes vías según el país (empresas autogestionarias, estatales competitivas, etc.) pero sin posibilitar el derecho a la propiedad privada sobre el capital y la libre empresa en función de la ganancia.
Las únicas excepciones en las que se concretó el proyecto marxista-leninista originario de planificación económica, fueron el «comunismo de guerra» en Rusia, el «Gran salto adelante» en China, la política del «hombre nuevo» inaugurada por Ernesto Guevara en Cuba, y la «vuelta al campo» de la Revolución camboyana. Solo en todos estos breves episodios se alcanzó lo que Lenin había denominado como socialismo (organización de la producción como «una sola fábrica» más distribución por función), y en algunos casos se llegó inclusive al comunismo en el sentido que Lenin aceptaba del término (ídem más distribución por necesidad), pero finalmente se regresaría en una u otra forma al socialismo en el sentido soviético posbolchevique (estalinista o posestalinista) que es hoy su denominación usual.
Luego de la caída del «bloque socialista», los países que permanecen hasta el día de hoy en mayor o menor medida con el modelo económico socialista de tipo soviético bajo control de partidos únicos marxistas son Corea del Norte y Cuba. En cambio China, Vietnam y Laos son gobernados por partidos comunistas que han decidido virar sus economías reguladas a formas mayormente mercantiles y capitalistas.
Además del comunismo como fue entendido por Marx y sus sucesores, existen otras doctrinas comunistas (algunas previas al marxismo, otras contemporáneas, y otras posteriores) tales como el anarcocomunismo con fundamento en posturas sociobiologistas (Piotr Kropotkin, Aldous Huxley) y el comunismo de consejos de base marxista pero no leninista.

## El desarrollo de las doctrinas comunistas

### Comunismo científico o marxismo
Algunos revolucionarios como Aleksandr Herzen, Dmitri Písarev, Nikolái Chernyshevski, y sobre todo, Karl Marx y Friedrich Engels, criticaron duramente al comunismo igualitario:

Este comunismo, al negar por completo la personalidad del hombre, es justamente la expresión lógica de la propiedad privada, que es esta negación. La envidia general y constituida en poder no es sino la forma escondida en que la codicia se establece y, simplemente, se satisface de otra manera.
Manuscritos económicos y filosóficos, Tercer Manuscrito (1844), K. Marx.

Las aportaciones de los socialistas utópicos de Saint-Simon, Fourier y Owen fueron positivamente valoradas por Marx y Engels, no obstante también fueron criticados duramente por ser poco realistas:

Estas descripciones fantásticas de la sociedad del mañana brotan en una época en que el proletariado no ha alcanzado aún la madurez, en que, por tanto, se forja todavía una serie de ideas fantásticas acerca de su destino y posición, dejándose llevar por los primeros impulsos, puramente intuitivos, de transformar radicalmente la sociedad.
Manifiesto comunista, Literatura socialista y comunista (1848), K. Marx y F. Engels,

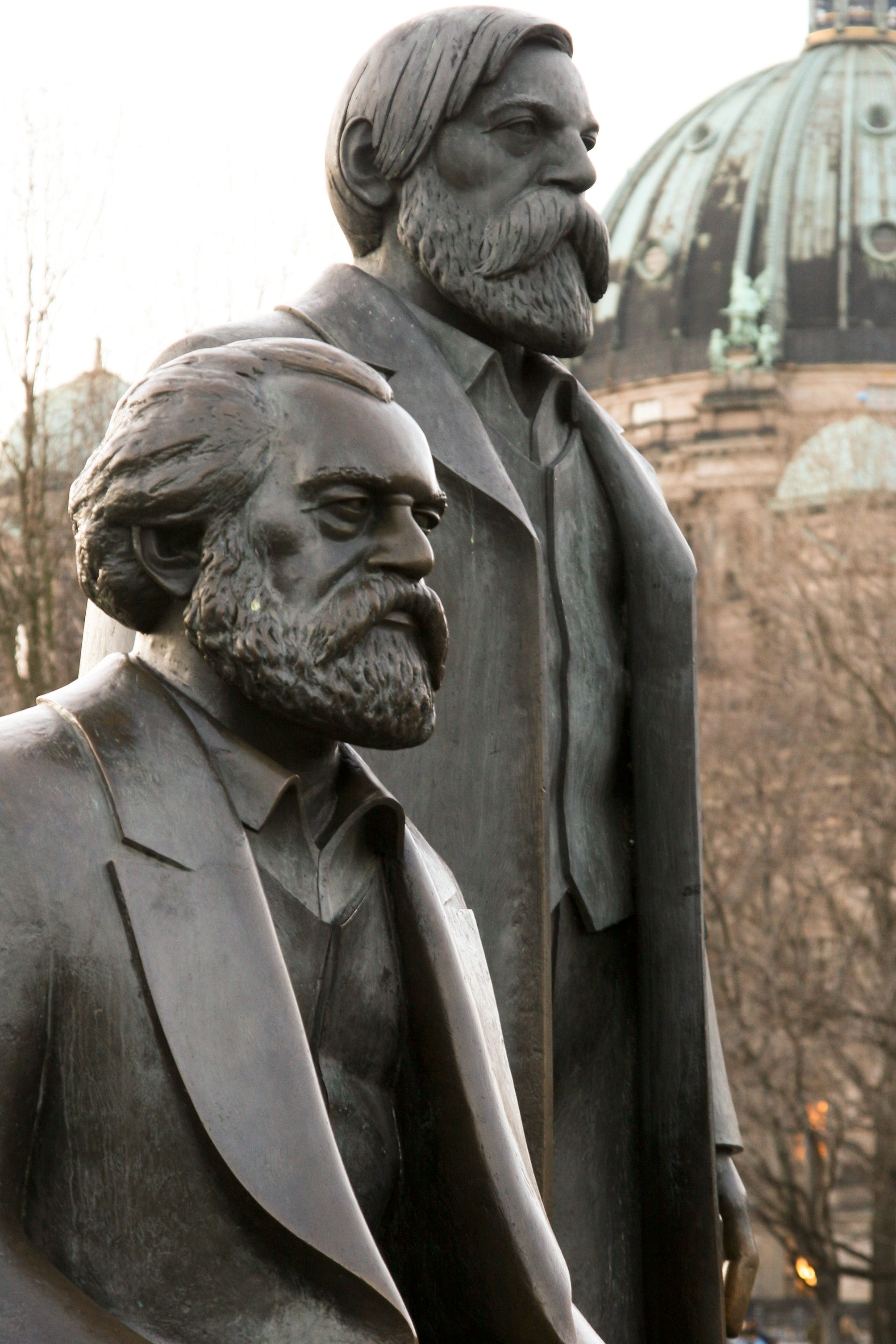
Monumento a Marx y Engels en Berlín, Alemania.

Marx y Engels fundaron en Bruselas a principio de 1846 el Comité Comunista de Correspondencia que se introduce en el seno del movimiento obrero revolucionario alemán llamado la Liga de los Justos (otrora Liga de los Proscritos), que hasta entonces había sido dirigido por Wilhelm Weitling y se encontraba orientado hacia el comunismo cristiano. Luego del congreso celebrado a razón de la nueva dirección, la organización revolucionaria cambia en 1847 su nombre por el de Liga de los Comunistas. La Liga encarga entonces a Marx y a Engels una proclama del movimiento comunista. En 1848 éstos publican el Manifiesto del Partido Comunista (Manifest der Kommunistischen Partei) basado en el breve borrador Principios del Comunismo de Engels. El Manifiesto Comunista es considerado uno de los tratados políticos más influyentes de la historia. En Marx, el término comunismo englobó tanto el movimiento político real de la clase obrera dentro del capitalismo, tanto la sociedad surgirá tras su victoria.

I. ¿Qué es el comunismo?
El comunismo es la doctrina de las condiciones de la liberación del proletariado.
Principios del Comunismo (1847), F. Engels,

Lo que caracteriza al comunismo no es la abolición de la propiedad en general, sino la abolición del régimen de propiedad de la burguesía, [...] que reposa sobre el antagonismo de dos clases, sobre la explotación de unos hombres por otros. Así entendida, sí pueden los comunistas resumir su teoría en esa fórmula: abolición de la propiedad privada.
Manifiesto comunista, Proletarios y comunistas (1848), K. Marx y F. Engels,

Para Marx y Engels, la clase obrera industrial es la única que, por su imposibilidad de una adquisición privada, puede superar mediante la síntesis comunista la contradicción sin salida de la socialización estatal: es la negación comunista de la sociedad porque no puede transformarse en nueva clase explotadora, es la negación comunista del Estado porque solo transformándose ella misma en poder público puede superar su carácter asalariado remanente de la sociedad burguesa, y es la negación comunista de la propiedad porque solo distribuyendo de acuerdo a las necesidades y las capacidades puede adquirir los frutos de los medios de producción. De ello se deriva el lema De cada cual, según sus capacidades; a cada cual según sus necesidades.

### Relación con el anarquismo

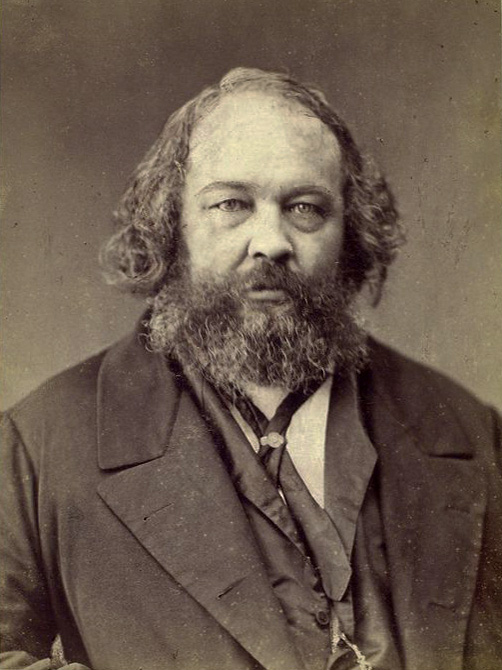
Fotografía de Mijaíl Bakunin tomada por Gaspard-Félix Tournachon.

En la Asociación Internacional de los Trabajadores se evidenciaron los conflictos ideológicos entre anarquismo y marxismo. La principal diferencia entre estos dos grupos fue que los marxistas proponían un período de transición después de la revolución social antes de la disolución final del Estado, idea que los bakuninistas no aceptaban considerando que la revolución debía acabar inmediatamente con el Estado. El resultado final de esta división fue la expulsión de los anarquistas y anarcosindicalistas de la Primera Internacional y su posterior disolución en 1876. Pierre-Joseph Proudhon, teórico anarquista del socialismo libertario, considera para él a partir de 1846 que el proyecto de la sociedad comunista conduce a una "dictadura por todas partes".
El anarcocomunismo es anarquismo porque niega toda jerarquía y es comunismo porque busca una sociedad comunista (la sociedad comunista es una sociedad sin Estado donde toda la propiedad es común), representada entre otros por Piotr Kropotkin y Errico Malatesta.

#### Anarcocomunismo: la experiencia aragonesa

Reproducción del escudo del Consejo Regional de Defensa de Aragón.

Según algunos comentarios se logró algo similar a una sociedad comunista libertaria, es decir, comunismo anarquista o anarcocomunismo, con tendencias económicas y sociales a las perspectivas desarrolladas por Bakunin y Kropotkin, en Aragón durante la guerra civil española gracias a la colaboración de CNT y POUM. Sectores de UGT apoyaron el proceso revolucionario en Aragón pese a que la dirección del partido consideraba que entorpecería la lucha contra Franco.
George Orwell describió una escena de Aragón durante este periodo, en el cual participó como parte de la División Lenin del POUM, en su célebre libro Homenaje a Cataluña: 

Yo estaba integrando, más o menos por azar, la única comunidad de Europa occidental donde la conciencia revolucionaria y el rechazo del capitalismo eran más normales que su contrario. En Aragón se estaba entre decenas de miles de personas de origen proletario en su mayoría, todas ellas vivían y se trataban en términos de igualdad. En teoría, era una igualdad perfecta, y en la práctica no estaba muy lejos de serlo. En algunos aspectos, se experimentaba un pregusto de socialismo, por lo cual entiendo que la actitud mental prevaleciente fuera de índole socialista. Muchas de las motivaciones corrientes en la vida civilizada —ostentación, afán de lucro, temor a los patrones, etcétera— simplemente habían dejado de existir. La división de clases desapareció hasta un punto que resulta casi inconcebible en la atmósfera mercantil de Inglaterra; allí sólo estábamos los campesinos y nosotros, y nadie era amo de nadie.
George Orwell

### Desarrollos posteriores a la Revolución rusa
En los desarrollos posteriores a Marx del comunismo marxista, ha existido cierto debate sobre cuáles son los métodos más eficaces para lograr un cambio del sistema socioeconómico capitalista. En gran parte estos debates y desarrollos de estrategias consiguientes han estado ligados a personas influyentes dentro del movimiento comunista internacional. En ocasiones el debate ha estado más caracterizado por alineamientos personales con los principales teóricos, que por verdaderas e irreconciliables posturas ideológicas.

#### Marxismo-leninismo, estalinismo, trotskismo y maoísmo
El marxismo-leninismo es una ideología política formulada por Stalin, oficialmente basada en el marxismo y el leninismo. Sin embargo, no es simplemente la unión de ambas ideologías sino que es una ideología política específica creada para describir la línea que Stalin implantó en el PCUS y la Comintern. Además, contiene desviaciones tanto del marxismo como del leninismo, como puede ser el concepto del socialismo en un solo país. No hay un acuerdo entre historiadores sobre si Stalin realmente siguió los principios de Marx y Lenin.

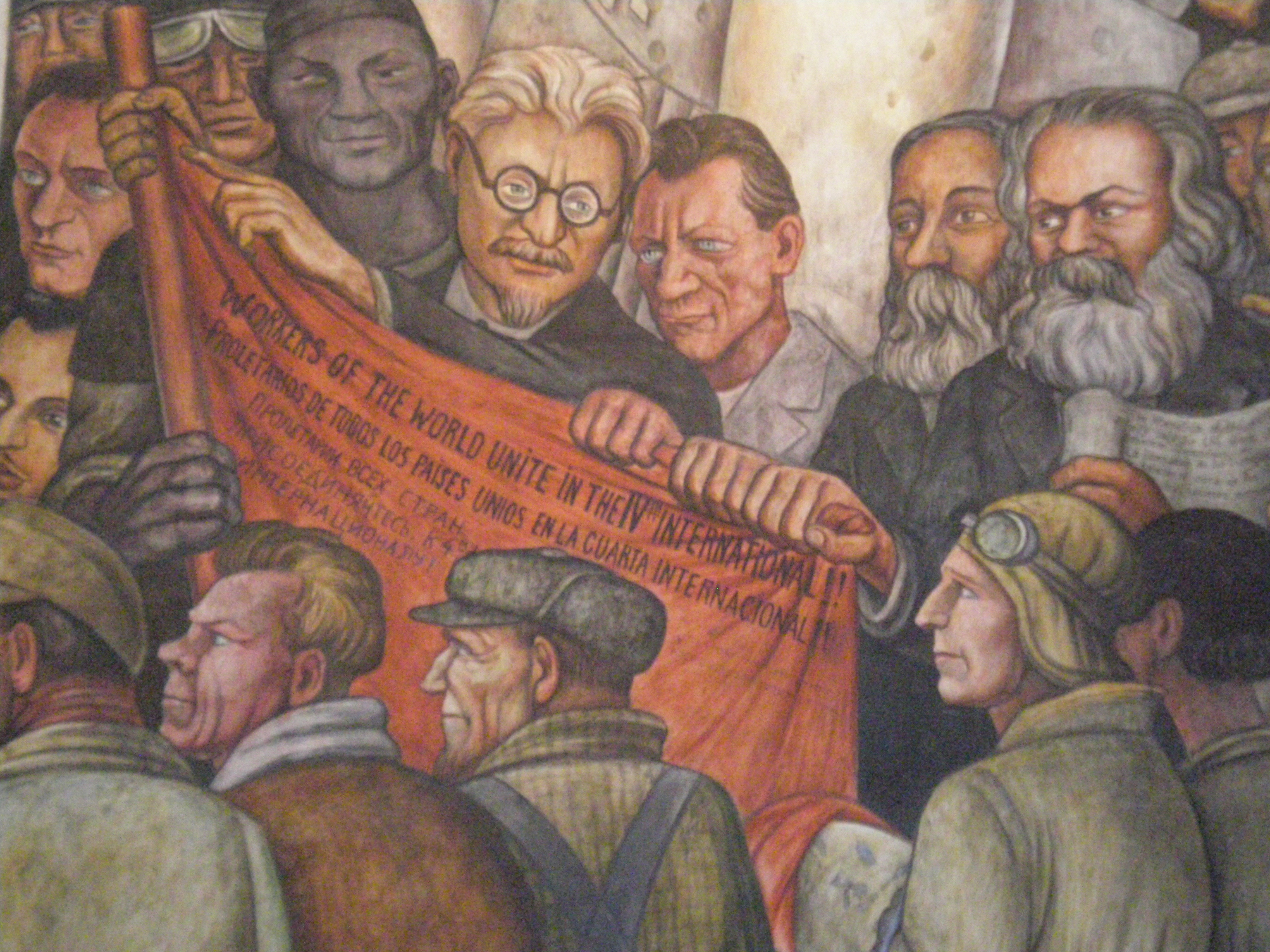
Detalle del fresco de Diego Rivera “El hombre en la encrucijada” en el Palacio de Bellas Artes de México. Incluyen a León Trotski con la bandera roja de la Cuarta Internacional.

El objetivo del marxismo-leninismo es la creación de un Estado unipartidista que tenga el control total sobre la economía. Según el marxismo-leninismo, este Estado refleja el concepto del socialismo (medios de producción controlados por la sociedad), que finalmente desarrollara el comunismo. Otras tendencias comunistas y marxistas no están de acuerdo: argumentan que los Estados marxistas-leninistas realmente formaron el capitalismo de Estado. En definitiva, estas tendencias concluyen que el marxismo-leninismo no es ni marxismo, ni leninismo, ni la unión de ambos; sino un término artificial creado para justificar lo que consideran la distorsión ideológica de Stalin, el PCUS y la Comintern. En la Unión Soviética, esta lucha contra el marxismo-leninismo fue llevada a cabo por el trotskismo, que se define como una tendencia marxista y leninista.
Según el marxismo-leninismo, la propiedad privada de los medios de producción (el elemento clave para decidir si se ha llegado al socialismo o no) había desaparecido en los Estados marxistas-leninistas; sin embargo, según Engels, cofundador del marxismo, la propiedad por parte del Estado es una forma de propiedad privada con naturaleza capitalista, que solo se convierte en propiedad pública si el proletariado está en control de este Estado. Según el marxismo-leninismo, contrario a lo que dicen otras tendencias marxistas, el proletariado estaba en el control de los Estados que siguen esta doctrina. Por lo tanto, otra crítica de estas tendencias es la falta de democracia (en varios ámbitos) en Estados como pueden ser, por ejemplo, la Unión Soviética.
El trotskismo es una tendencia marxista y leninista que se opone al marxismo-leninismo y estalinismo, a través de las teorías de la revolución permanente y el internacionalismo, que se opone al socialismo en un solo país de Stalin. Trotski y sus seguidores compitieron contra Stalin por el poder en la Unión Soviética.
El marxismo-leninismo se refiere al sistema socioeconómico e ideología política implementada por Stalin en la Unión Soviética y después adoptada por otros Estados basados en el modelo soviético (economía centralizada, estado unipartidista, etc.); mientras que estalinismo se refiere al estilo de gobernar de Stalin (represión política en la Unión Soviética, culto a Stalin, etc.); el marxismo-leninismo se quedó después de la desestalinización, mientras que el estalinismo no lo hizo. Sin embargo, el término «estalinismo» es a veces utilizado para referirse al marxismo-leninismo, a veces para evitar sugerir que el marxismo-leninismo está relacionado con el marxismo y el leninismo.

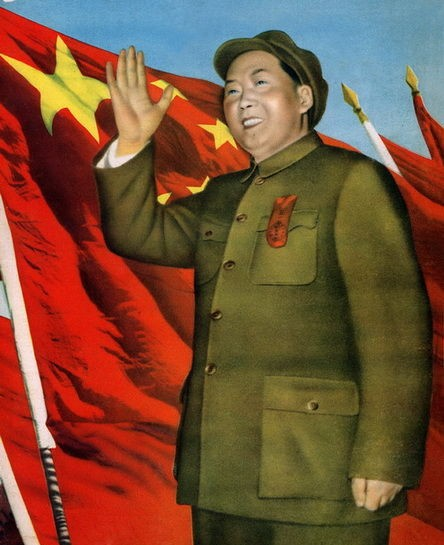
Retrato de Mao Zedong en 1950.

El maoísmo se refiere a la forma del marxismo-leninismo asociada con Mao Tse-tung y que se aplicó en China. Después de la desestalinización, aunque se preservó el marxismo-leninismo en la Unión Soviética, tanto el maoísmo como el hoxhaismo argumentaron que las políticas de la Unión Soviética se habían desviado de este, y por tanto Albania y China se distanciaron de la Unión Soviética, además de pasarse a llamar «antirrevisionistas» y aplicar otras políticas.

#### Comunismo de consejos
Surgido a partir de la revolución alemana y de la ruptura de la izquierda comunista germano-holandesa con el bolchevismo ruso, el comunismo de consejos hizo centro en la autoorganización de la clase proletaria en los consejos obreros, en vez de la dirección política de la misma de un «partido revolucionario». Sus principales referentes fueron Otto Rühle, Anton Pannekoek y Paul Mattick.

### Nuevas corrientes comunistas

#### Austromarxismo
El austromarxismo surge a partir de la mezcla de principios del capitalismo con principios leninistas y marxistas.

#### Socialismo autogestionario
El socialismo autogestionario o socialismo de autogestión es el sistema político que está basado en la participación de las diferentes comunidades cercanas a la vida cotidiana colectivizada (empresa, sindicato, localidad, partido) en la gestión de comunidades políticas superiores (Estado, federaciones, confederaciones, etc.).

#### Eurocomunismo
El eurocomunismo adoptada por algunas organizaciones comunistas de Europa occidental a partir de los años 1970 y que se caracterizó por su rechazo al modelo desarrollado en la Unión Soviética, una mayor proximidad hacia la clase media social surgida del capitalismo y la aceptación del modelo parlamentario pluripartidista.

#### Comunismo de izquierda
La izquierda comunista está formada por los grupos que expresan un conjunto de puntos de vista económica y políticamente comunistas, pero que oponen ideas políticas a los bolcheviques desde una posición que afirma ser más auténticamente marxista y proletaria que las del marxismo-leninismo sostenidas por la Internacional Comunista después de sus dos primeros Congresos. 
Los defensores de la izquierda comunista han incluido a Herman Gorter, Anton Pannekoek, Otto Rühle, Karl Korsch, Karl Liebknecht, Rosa Luxemburgo, Amadeo Bordiga, Jacques Camatte y Paul Mattick pero no son los únicos. 

## Historia del movimiento comunista
El comunismo se ha desarrollado organizativamente a través de la historia por medio de diversos movimientos políticos. Este desarrollo se ha llevado a cabo mediante la formación de las Internacionales Comunistas.

### La Primera Internacional
La Primera Internacional (AIT) fue la primera organización que reunió a los sindicatos y a los partidos asociados a la clase trabajadora. Se fundó en Londres durante una reunión entre trabajadores llevada a cabo en Saint Martin's Hall. Su primer congreso se llevó a cabo en 1866 en Ginebra. En 1872 su sede se traslada desde Londres a Nueva York. En su momento la Internacional llegó a contar con 1,2 millones de miembros en todo el mundo, aunque su gaceta oficial publicaba 8 millones.
En la Asociación Internacional de los Trabajadores se evidenciaron los conflictos ideológicos entre anarquismo y marxismo.
La AIT no debe ser confundida con la Asociación Internacional de los Trabajadores fundada en los años 1922 y 1923 por los anarquistas y anarcosindicalistas.

### La Segunda Internacional
Tras varios fracasos por refundar la Primera Internacional, se fundó en 1889 la Segunda Internacional (SI) que agrupó a diversos partidos socialistas y laboristas. La SI es parte de la historia del comunismo únicamente en referencia a los grupos al interior de ésta que luego formaron la Tercera Internacional debido a su carácter eminentemente socialdemócrata. La SI se disolvió en 1916 después del inicio de la Primera Guerra Mundial. La Segunda Internacional asentaría las bases de lo que sería la socialdemocracia actual.

### La Tercera Internacional

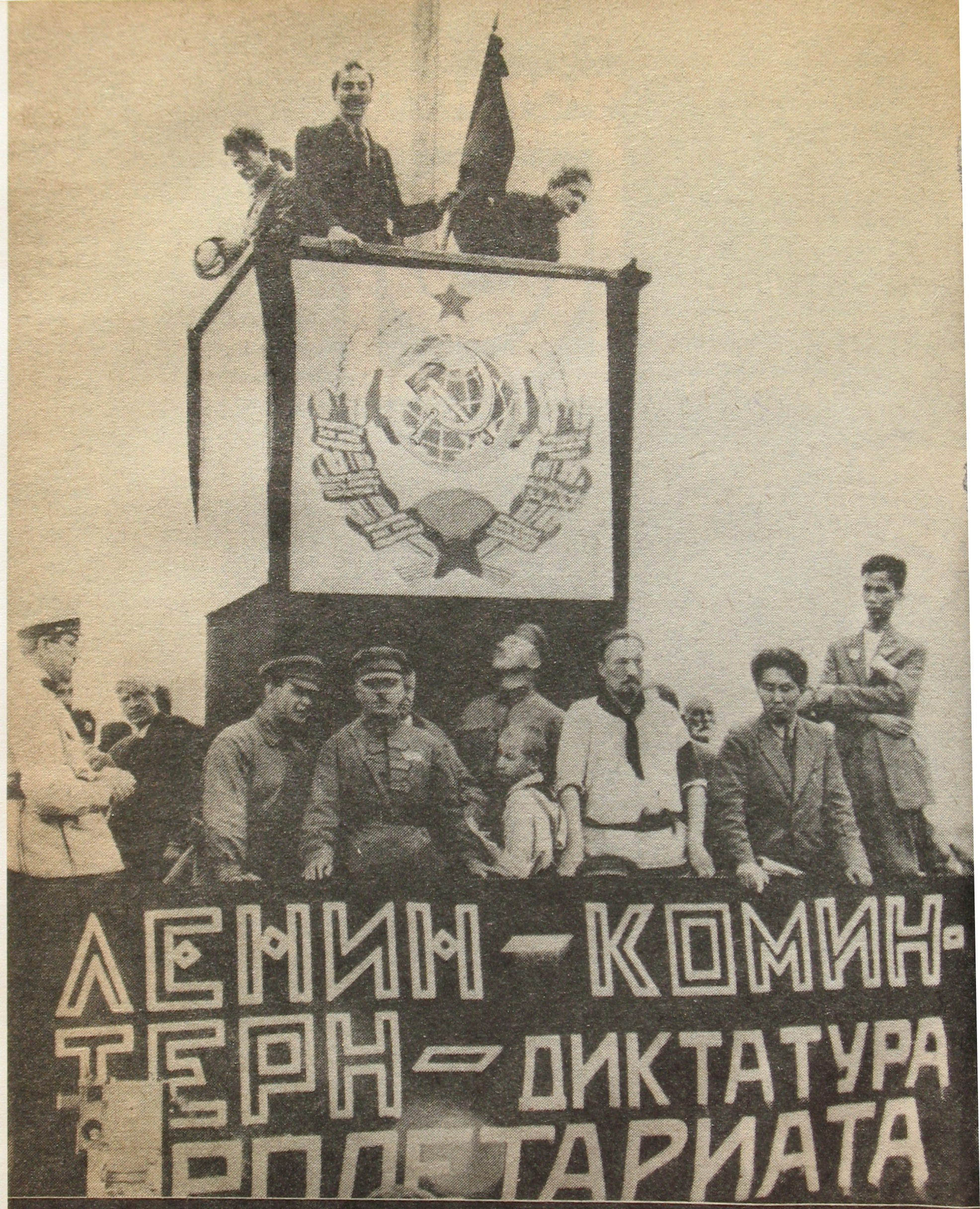
Mitin de la Internacional Comunista en Moscú, 1927. El cartel reza: Lenin - Comintern - Dictadura del proletariado.

Al disolverse la Segunda Internacional los grupos socialistas revolucionarios que se habían opuesto a la Primera Guerra Mundial convocaron a la Conferencia de Zimmerwald en septiembre de 1915 y a la Conferencia de Kienthal en abril de 1916. Estas conferencias fueron el antecedente directo de la Tercera Internacional también conocida por su abreviatura en ruso Komintern (Коминтерн, abreviatura de Коммунистический Интернационал, «Internacional Comunista»), la cual fue fundada en su primer congreso de Petrogrado en 1919 por iniciativa del Partido Comunista de Rusia (bolchevique). La Tercera Internacional rompió definitivamente con los grupos socialdemócratas y siguió las directrices marcadas por el Partido Comunista de la Unión Soviética. A partir de la Tercera Internacional y la Revolución de Octubre, el comunismo pasó a ser una formación revolucionaria dirigida al derrocamiento del capitalismo, y el socialismo pasó a entenderse como un movimiento constitucional de reforma laboral acumulativa.
En esta internacional también se manifestó el conflicto entre estalinistas y trotskistas. Los trotskistas solo reconocen la legitimidad de los primeros cuatro congresos de la Internacional, ocurridos antes de la llegada al poder de Hitler en Alemania, momento en el que los trotskistas se separan definitivamente de la Internacional y empieza la formación de una Cuarta Internacional.
El 15 de mayo de 1943, en plena Segunda Guerra Mundial y tras la Conferencia de Teherán, el Presidium del Comité Ejecutivo de la Internacional Comunista, «teniendo en cuenta la madurez de los partidos comunistas», y para evitar los recelos de los países capitalistas aliados de la Segunda Guerra Mundial, decide disolver la Internacional Comunista. Finalizada la guerra, en 1947, sería fundada una organización para el intercambio de información y experiencias entre los partidos comunistas denominada la Kominform, considerada la sucesora del Komintern.

### Los partidos comunistas a partir de la Revolución de Octubre
La primera revolución que seguía los postulados marxistas no se produjo en un país central, sino en el Imperio ruso, en octubre de 1917. El líder del bolchevismo, Vladímir Ilich Uliánov, «Lenin», explicó esta imprevista (por Marx y Engels) resolución de las contradicciones capitalistas señalando que el capitalismo había fallado en su «eslabón más débil». En efecto, Rusia era un país de escaso desarrollo industrial y predominante base campesina semifeudal en el cual acababa de producirse la Revolución de Febrero que puso fin a la monarquía de la Dinastía Románov.
A partir de la Revolución de Octubre, la denominación de comunista quedó restringida a los partidos marxistas que se alinearon con la Unión Soviética. La Revolución de Octubre llevó a cabo la supresión de la propiedad privada en la industria, creó cooperativas agrarias, fomentando su incorporación entre los campesinos (convertida más tarde, durante el régimen estalinista, en colectivización forzosa), y avanzó hacia la multiplicación de los medios de producción, en medio de una guerra civil que duró cuatro años. Uno de los primeros objetivos de Lenin fue electrificar Rusia mediante el plan GOELRÓ (Lenin dijo en una ocasión que el comunismo era «el poder de los soviets más la electrificación»).
Durante la dirección de Stalin, la industrialización se hizo a paso acelerado, dadas las circunstancias internacionales, sin tenerse en cuenta la capacidad de aguante del proletariado ni condiciones de explotación resultantes a que se vio sometido junto con el medio. La Segunda Guerra Mundial agudizó el proceso de creación de industria pesada y de alimentos, al mismo tiempo que aumentó los controles estatales. Este período se caracterizó por una etapa de transición hacia el socialismo a través de diversos planes quinquenales, en contraste con la gradual concentración de poder político en manos de la burocracia del Partido y del Comité Central, según los partidarios de Stalin, necesaria por las condiciones de Guerra. También conllevó, a nivel político, un aumento de las persecuciones políticas, por parte del régimen, a los distintos sectores disidentes y de oposición dentro del Partido Comunista de la Unión Soviética, extendido más tarde al resto de la Tercera Internacional, cuyo máximo exponente será la Gran Purga y la creación del GULAG.

### La Kominform
La Kominform fue creada como sustituto de la Komintern entre el 22 y el 27 de septiembre de 1947 durante una conferencia de dirigentes de Partidos Comunistas celebrada en Szklarska Poręba (Polonia). Oficialmente, fue creada el 5 de octubre de 1947. El impulsor de la creación de la Kominform fue el representante soviético, Andréi Zhdánov, quien en respuesta al Plan Marshall impulsado por el presidente de los EE. UU, Truman, en Europa Occidental, pronunció un discurso en el que sentó las bases de la nueva política internacional de la Unión Soviética en la que se llamó Doctrina Zhdánov. Su creación fue la respuesta de Stalin al Plan Marshall y con ella buscaba agrupar a los partidos comunistas de la zona bajo influencia soviética (Polonia, Checoslovaquia, Hungría, Bulgaria y Rumanía), a ella se sumaron los poderosos partidos comunistas de Francia e Italia. El Partido del Trabajo de Albania solicitó el ingreso en el Kominform el 26 de octubre de 1947, pero esto no se llegó a materializar.

### La Cuarta Internacional
En Francia, Trotski y sus simpatizantes de la Oposición de Izquierda, tras ser expulsado este de la Unión Soviética a causa de su rivalidad con Stalin (apoyado por la burocracia del Partido), consideraron que la tercera internacional había quedado sometida al estalinismo y que sería incapaz de llevar a la clase trabajadora al poder. En consecuencia fundaron la Cuarta Internacional (CI). A través de su historia, la CI fue perseguida tanto por los gobiernos capitalistas como por la policía secreta soviética y los miembros de la Tercera Internacional. Los antirrevisionistas, estalinistas y maoístas consideran a la Cuarta Internacional y al trotskismo en general como una corriente ilegítima y reformista del marxismo, el bolchevismo y del comunismo hasta la actualidad.
A partir de 1945, servicios de seguridad estadounidenses y británicos reclutarían a intelectuales de agrupaciones provenientes de la Cuarta Internacional para promover una ideología que rivalice con el comunismo soviético, el estalinismo de finales de los 40s, una «guerra psicológica» en contra de la Unión Soviética. Antiguos colaboradores de Trotski como Daniel Bell, Sidney Hook, James Burnham e Irving Kristol (conocidos como los «New York Intellectuals») trabajarían conjunto a las agencias de seguridad estadounidenses y formarían las bases del movimiento neoconservador en Estados Unidos.
La Cuarta Internacional sufrió una escisión en 1940 y otra aún más importante en 1953. A pesar de la reunificación parcial ocurrida en 1963, varias organizaciones se atribuyen en la actualidad la exclusividad como representantes o herederas de la Cuarta Internacional, si bien muchas reivindican su legado o programa político y, conscientes de la dispersión existente entre sus organizaciones herederas, reivindican su reconstrucción. Muchas de ellas provienen de algunos jóvenes dirigentes o miembros de esta organización como Ernest Mandel, Nahuel Moreno, Tony Cliff, Pierre Lambert o Ted Grant.

### Los partidos comunistas en elsigloXX

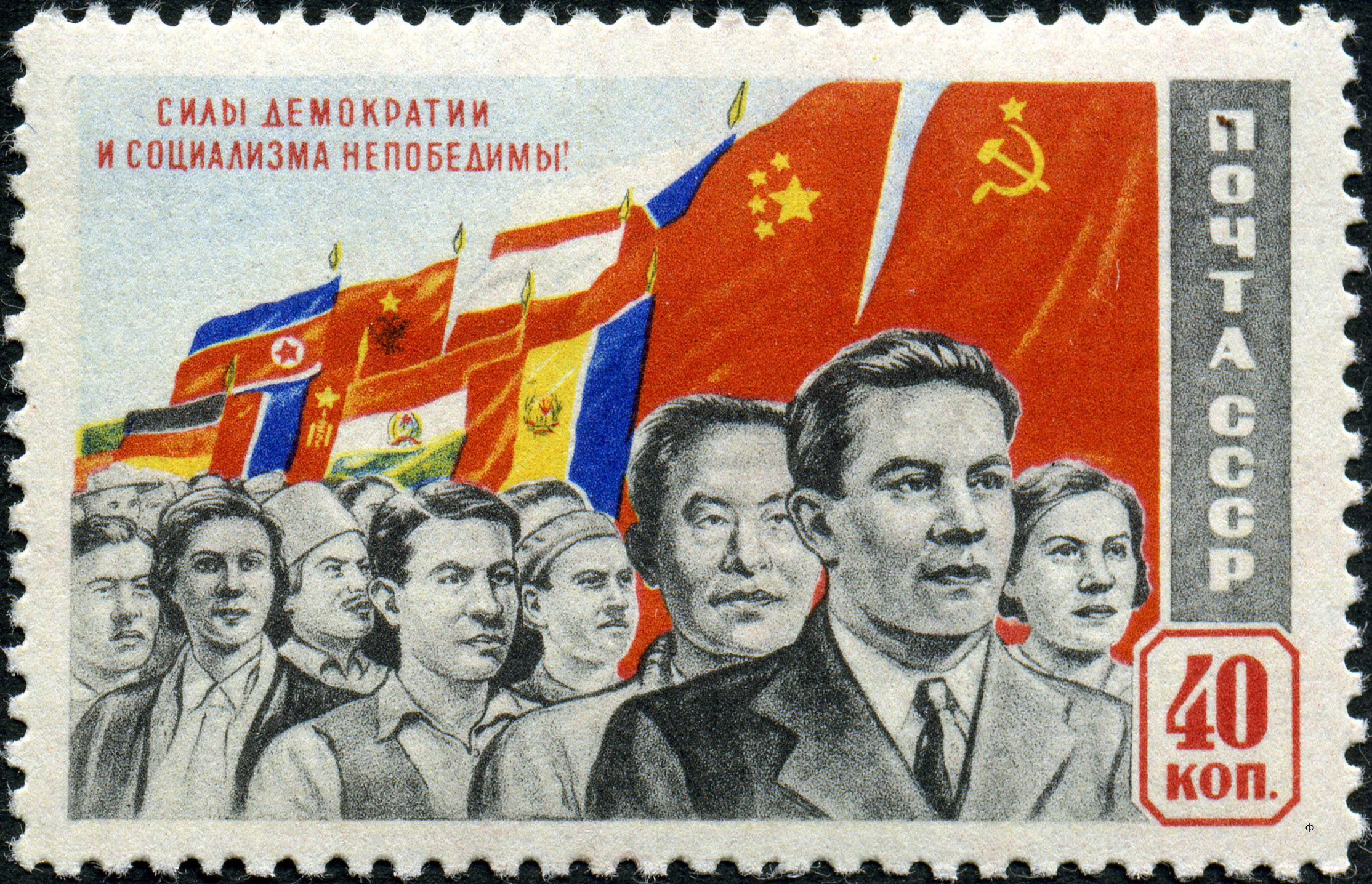
Sello de correos de la URSS "¡Las fuerzas de la democracia y el socialismo son invencibles!", 1950.

En cada lugar del mundo tuvieron suertes diversas, pero pocas veces llegaron al poder. Las excepciones fueron los países del Bloque del Este que estuvieron bajo el control del régimen político instaurado en la Unión Soviética tras el ascenso al poder de Stalin (heredado por los sucesivos gobiernos), durante más de 40 años a partir de la derrota del Ejército Nazi y la conquista militar de la región por el Ejército Rojo después de la Segunda Guerra Mundial; además de China, Corea del Norte, Vietnam y Cuba, donde el poder lo obtuvieron direcciones militares o guerrilleras, dirigidas o influenciadas por su respectivo Partido Comunista, con apoyo campesino y de sectores populares.
En Chile, a comienzos de los años 1970, la Unidad Popular (UP) llegó al gobierno presidencial, tras ganar con su abanderado Salvador Allende las elecciones de septiembre de 1970. La coalición de gobierno era una alianza de partidos y movimientos de izquierda que tenían representación (minoritaria) en el parlamento. El Partido Comunista conformaba esta alianza junto a otros, como el Partido Socialista, la Izquierda Cristiana, el Partido Radical, y el Movimiento de Acción Popular Unitaria (o MAPU, escindido de la Democracia Cristiana), entre otros. Su principal consigna fue la «vía pacífica al socialismo», base programática de la alianza política en torno a Allende, pero que no era apoyada por todos los movimientos revolucionarios presentes en el acontecer político de la época. Esta vía implicaba la construcción del socialismo a través de las instituciones propias del Estado parlamentario burgués, siguiendo a estrategia de los llamados frentes populares de establecer gobiernos sobre la base de la coalición electoral entre distintas fuerzas políticas consideradas «progresistas» o populares. Esta experiencia fue frustrada por la férrea oposición de las fuerzas de centro y derecha, las que apoyadas por los Estados Unidos, produjeron finalmente un golpe de Estado en 1973, con la inmediata consecuencia de la aniquilación de los focos de resistencia obrera (como los Cordones industriales) liderados por el MIR o la facción marxista del MAPU, el suicidio del presidente socialista Salvador Allende, el cierre del parlamento y el establecimiento de un régimen militar, para continuar en los años siguientes con una represión sostenida y sistemática de los principales dirigentes y activistas de todas las organizaciones políticas y sindicales, tanto del Partido Comunista, como de los demás partidos políticos que apoyaron o participaron en el gobierno de la Unidad Popular.
El movimiento comunista internacional atravesó grandes crisis en el siglo XX. La primera de ellas relacionada con el alejamiento de León Trotski de la conducción de la Unión Soviética debido a sus diferencias con Stalin. Trotski se exilió en México, donde fue asesinado por un agente bajo el mando del NKVD: Ramón Mercader. El exconductor del Ejército Rojo postulaba la revolución permanente. La segunda gran crisis la provocó el enfrentamiento de la Unión Soviética y China en lo referente a la política internacional. Desde los años del encumbramiento del fascismo en Europa, la Unión Soviética sostuvo una política de unidad con las fuerzas democráticas de la burguesía para los partidos comunistas que actuaban en el mundo capitalista y de coexistencia pacífica con el imperialismo. El Partido Comunista de China tenía una política de confrontación directa con el imperialismo, aunque apoyaba acuerdos con las burguesías nacionales confrontadas con él mismo. Esta política provocó otro cisma en muchos partidos comunistas. En los años 70 del siglo XX, el comunismo prochino viró hacia extrañas alianzas, según fuera la relación de cada gobierno con Pekín.

#### Los partidos comunistas después de la Segunda Guerra Mundial

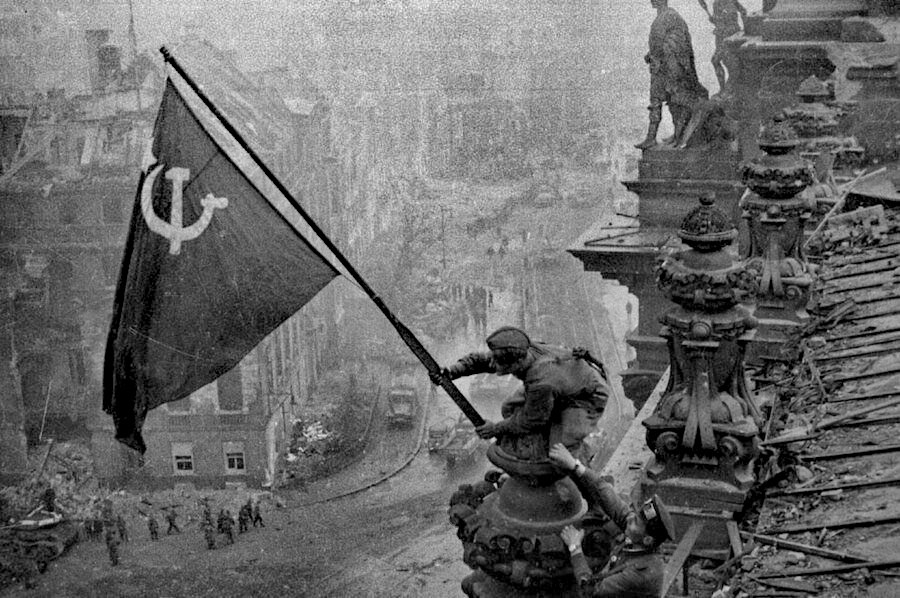
Alzando una bandera sobre el Reichstag, foto icónica de Yevgueni Jaldéi que muestra a los soviéticos celebrando sobre las ruinas de Berlín.

Al terminar la Segunda Guerra Mundial, la Unión de Repúblicas Socialistas Soviéticas (Unión Soviética), que agrupaba los antiguos dominios del Imperio ruso, era una potencia mundial. Con la muerte de Stalin, en 1953, sobrevino la crítica a sus métodos y al denominado culto a la personalidad, específicamente al culto a Stalin, tolerados y auspiciados desde el poder. Esta etapa, abanderada por Jrushchov, fue conocida como etapa del deshielo de Jrushchov que supuso la liberación de los prisioneros del GULAG. Lo que no impidió que, con posterioridad, se acusase a Jrushchov de métodos personalistas semejantes a los que él había acusado a Stalin.
La República Popular China, surgida tras la victoria, en 1949, de la dirección militar del Partido Comunista Chino, liderado por Mao Tse Tung y apoyado por un numeroso ejército, una revolución campesina en el medio agrario, y una revuelta estudiantil en la ciudad, siguió adelante el proceso, en medio de crecientes contradicciones, hasta que comenzó a aceptar formas económicas mixtas desde finales de los años 70, con Deng Xiaoping, sin cambiar el sistema político de partido único, y aún ejerciendo un fuerte control político y policial estatal.
Después de la Segunda Guerra Mundial, dos partidos comunistas europeos, el francés y el italiano, crecieron hasta el punto de convertirse en fuerzas políticas clave en sus respectivos países. Dominaban ampliamente el movimiento sindical, tenían una importante representación parlamentaria y jugaban una compleja política de alianzas en el plano interno. Fueron críticos, en muchos aspectos, de la Unión Soviética. Esta posición independiente convirtió a ambos partidos en núcleo del eurocomunismo, cuyo sesgo distintivo era la confianza en alcanzar el poder en los países capitalistas a través de las elecciones pluripartidistas parlamentarias. El eurocomunismo se enfrentó en ocasiones a la Unión Soviética, y terminó encontrando apoyos en un sector de la burguesía de sus respectivos países (sobre todo en lo referente a fuentes de financiación). El Partido Comunista Francés no modificó, sin embargo, el método de conducción centralista hacia lo interno, así como el método dirigista desarrollado en época de Stalin. Menos rígido fue en ese sentido el Partido Comunista Italiano. Este, además, diseñó una política de compromiso histórico hacia la Democracia Cristiana (centroderecha) que significaba mucho más que eventuales alianzas tácticas. El Partido Comunista de España, menos poderoso, se sumó al eurocomunismo, renunciando, con Carrillo a muchas de las reivindicaciones del movimiento comunista y obrero desarrollado durante la transición de la dictadura fascista al régimen constitucional, aceptando así la monarquía y apoyando los Pactos de la Moncloa, y ejerciendo un fuerte control a su vez sobre la dirección sindical de Comisiones Obreras (CC.OO.).

#### Los partidos comunistas después de la caída de la Unión Soviética
En 1991, tras un proceso de sucesivos intentos de reformas económicas conducentes a una economía socialista de mercado, conocido como Perestroika, que acelerarían la crisis interna, y presionado por la Guerra Fría y las potencias occidentales, el país sucumbe ante sus propias contradicciones, dando lugar a la disolución de la Unión Soviética y a que las repúblicas que integraban la Unión Soviética se independicen. La destrucción del Muro de Berlín que separaba la zona de influencia soviética de la zona capitalista (herencia de la división territorial posterior a la Segunda Guerra Mundial) es considerada uno de los símbolos de esta caída.
Después de la caída de la Unión Soviética, los partidos comunistas sufrieron transformaciones y divisiones en todo el mundo. Algunas fracciones adoptaron una política reformista, otras desarrollaron una táctica de oposición a la globalización capitalista buscando estrechar sus lazos con las masas marginadas por el llamado capitalismo consumista, y orientándose en algunos casos hacia el comunismo libertario. Muchos simpatizantes del marxismo en las décadas anteriores, apoyaron movimientos socialdemócratas en Europa y América Latina.
En Cuba, la revolución de 1959 fue conducida por jóvenes revolucionarios que no pertenecían al Partido Comunista. Pero este se convirtió en fuerza hegemónica en la medida en que la economía del país se hacía cada vez más dependiente de la Unión Soviética, en gran parte debido al bloqueo económico que estableció Estados Unidos. Caída esta, Cuba permaneció como un solitario baluarte del comunismo en América, aunque aceptando la participación de capitales privados extranjeros en su débil economía, centrada en el turismo.
Incluso en la República Popular China se han desarrollado profundas transformaciones en torno a una internacionalización y un modelo económico, la llamada economía de mercado socialista, que distan mucho de los principios políticos que promulgan. Una mezcla de comunismo en el discurso político teórico y capitalismo, en la práctica cada vez más amplios sectores económicos.
Vietnam ha iniciado reformas en el mismo sentido de China. Los otros países socialistas de la actualidad son Laos y Corea del Norte. Este último se ha destacado por el rechazo de reformas liberalizadoras, y una defensa férrea del patriotismo y la economía socialista, aunque últimamente está adoptando mecanismos para permitir la entrada de capital extranjero.
En Rusia, se fundó el Partido Comunista de la Federación de Rusia en 1993 a partir del Partido Comunista de la Unión Soviética. Se ha centrado en las características propias de Rusia, y en consecuencia ha combinado el comunismo con un fuerte patriotismo en sus planteamientos. Ideológicamente se ha denominado nacional-bolchevismo a la combinación de la lucha social anticapitalista con el nacionalismo, tendencia que desde la década de 1920 estuvo presente en cierto modo en el PCUS.

## Crítica al comunismo

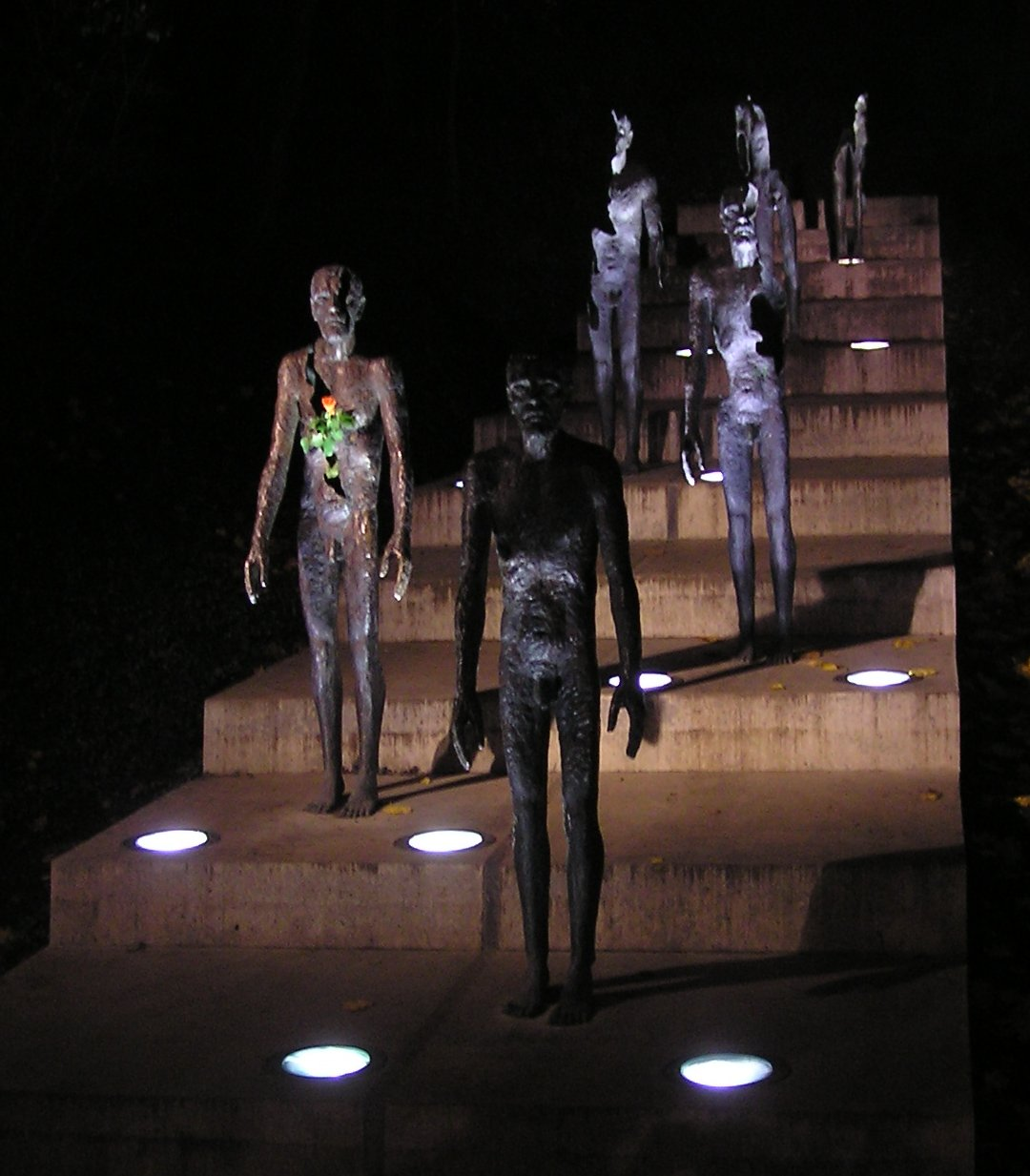
Monumento a las víctimas del comunismo en Praga.

La crítica del comunismo se puede dividir en dos grandes categorías: la que se ocupa de los principios y la teoría comunistas, y la que se ocupa de los aspectos prácticos de los Estados comunistas del siglo XX, que fueron gobernados por partidos marxista-leninistas con el objetivo oficial de progresando hacia una sociedad comunista, pero que no pretendía haber alcanzado el comunismo o estar operando bajo un sistema comunista. En este sentido las críticas hacia el comunismo vendrán dadas por una gran parte del espectro político, desde la derecha hasta la izquierda.

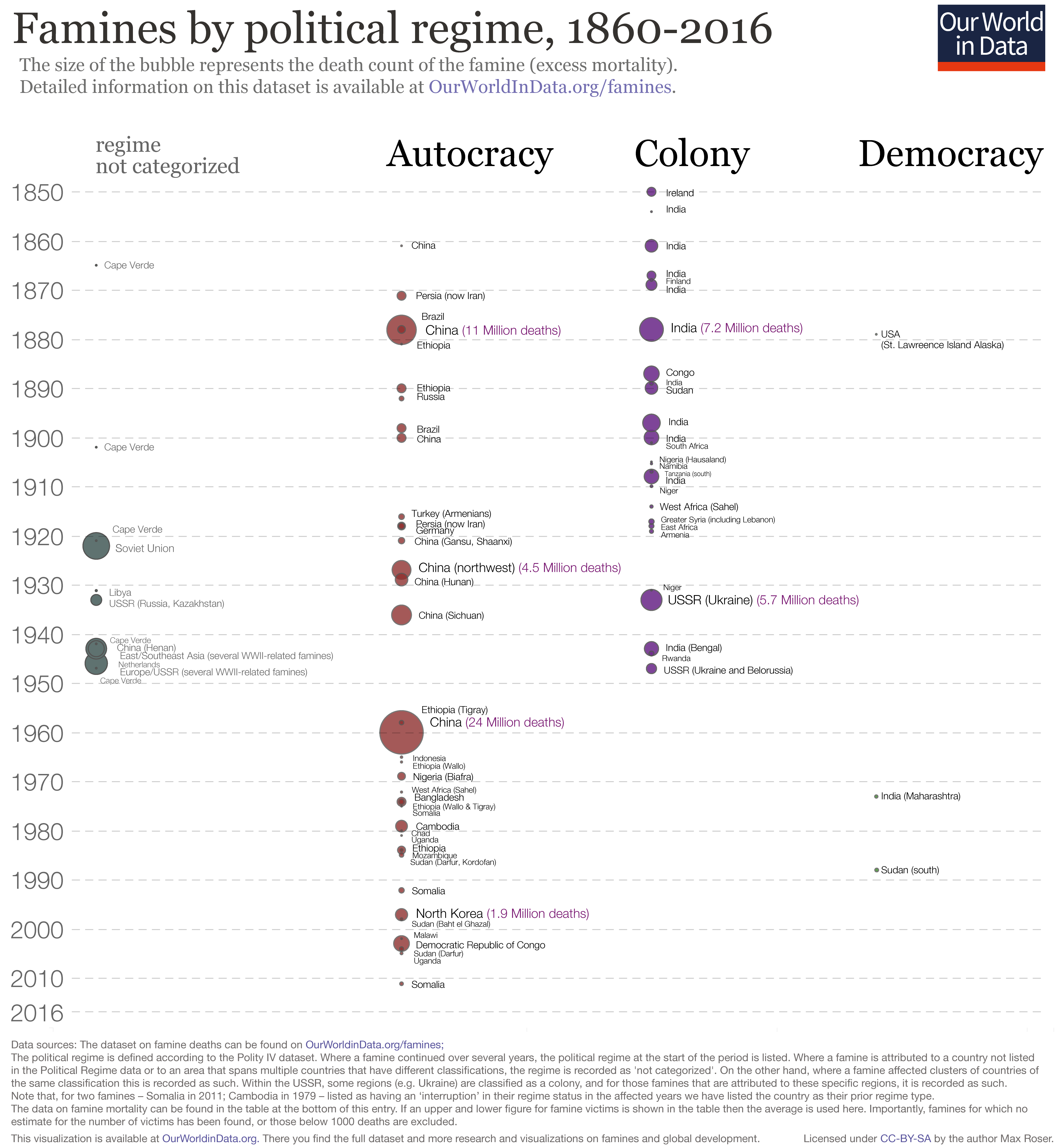
Las mayores hambrunas de la historia se produjeron en regímenes comunistas como la China comunista y la Unión Soviética debido a la mala praxis de sus economías planificadas de ciertas épocas. Nota: algunas hambrunas en la Unión Soviética se produjeron en múltiples regiones que tenían diferentes regímenes políticos (autocracia y colonia), por lo que se clasifican como regímenes no categorizados.

El comunismo se ha confundido con el marxismo-leninismo. En este sentido, la crítica al «comunismo» no solo ha venido de los sectores derechistas o centristas, sino también del comunismo de izquierda, p. ej. consejismo, autonomismo.
Existen varias críticas contemporáneas al comunismo marxista y al marxismo-leninismo, manifestadas en la mayoría de ideologías políticas actuales, de derechas e izquierdas (tanto extremas como moderadas), incluyendo al nacionalismo, el conservadurismo, el liberalismo, la democracia cristiana, el socioliberalismo, la socialdemocracia, y hasta ciertas posiciones de extrema izquierda. También encuentra oposición en doctrinas combinadas como la tercera posición, y movimientos y filosofías políticas no afiliadas como los anarquistas o libertarios.
El marxismo también está sujeto a críticas generales tales como que requiere la supresión necesaria de los derechos democráticos liberales; que hay problemas con la implementación del comunismo; y que existen problemas económicos como la distorsión o ausencia de señales de precios (cálculo económico). Además, se citan problemas empíricos y epistemológicos.
En El libro negro del comunismo: crímenes, terror y represión (1997), escrito por profesores universitarios y editado por Stéphane Courtois, director de investigaciones del Centro Nacional para la Investigación Científica (organización pública de investigación de Francia), se recopila el número de muertos provocados como consecuencia de los sistemas comunistas, llegando a la cifra de 100 millones de muertos. Se suma la represión directa ejercida por los regímenes, como aquellas muertes que se debieron a la mala planificación (como el Gran Salto Adelante chino).

### Debate dentro del cristianismo
La Iglesia católica rechaza la ideología comunista, por ejemplo, en la encíclica Divini Redemptoris, del papa Pío XI:

El furor comunista no se ha limitado a matar a obispos y millares de sacerdotes, de religiosos y religiosas, buscando de un modo particular a aquellos y a aquellas que precisamente trabajan con mayor celo con los pobres y los obreros, sino que, además, ha matado a un gran número de seglares de toda clase y condición, asesinados aún hoy día en masa, por el mero hecho de ser cristianos o al menos contrarios al ateísmo comunista. Y esta destrucción tan espantosa es realizada con un odio, una barbarie y una ferocidad que jamás se hubieran creído posibles en nuestro siglo. Ningún individuo que tenga buen juicio, ningún hombre de Estado consciente de su responsabilidad pública, puede dejar de temblar si piensa que lo que hoy sucede en España tal vez podrá repetirse mañana en otras naciones civilizadas.

Sin embargo, existen comunistas cristianos que se distinguen del comunismo marxista (así como de las justificaciones cristianas a los procesos revolucionarios liderados por los partidos comunistas, como en el caso de la teología de la liberación), basando en cambio su comunismo directamente en la religión y recogiendo conclusiones sociales de algunas enseñanzas de los primeros apóstoles, por ejemplo:

32 Y la multitud de los que habían creído era de un corazón y un alma; y ninguno decía ser suyo propio nada de lo que poseía, sino que tenían todas las cosas en común. 33 Y con gran poder los apóstoles daban testimonio de la resurrección del Señor Jesús, y abundante gracia era sobre todos ellos. 34 Así que no había entre ellos ningún necesitado; porque todos los que poseían heredades o casas, las vendían, y traían el precio de lo vendido, 35 y lo ponían a los pies de los apóstoles; y se repartía a cada uno según su necesidad.

Los cristianos anticomunistas han replicado que la forma de organización socioeconómica descrita no era una forma de comunismo en el sentido colectivista descrito por el marxismo, sino de una forma de economía del don o bien un comunitarismo en el cual los integrantes seguían siendo propietarios privados que contribuían libremente a la distribución, y en su favor agregan a la misma cita de la Biblia otras que las pondrían en contexto:

6 Sepan que el que siembra mezquinamente, tendrá una cosecha muy pobre; en cambio, el que siembra con generosidad, cosechará abundantemente. 7 Que cada uno dé conforme a lo que ha resuelto en su corazón, no de mala gana o por la fuerza, porque Dios ama al que da con alegría. 8 Por otra parte, Dios tiene poder para colmarlos de todos sus dones, a fin de que siempre tengan lo que les hace falta, y aún les sobre para hacer toda clase de buenas obras.

Por fuera del debate ideológico, el sociólogo clásico Max Weber clarificó la vida social de la Iglesia primitiva como una comunidad basada en una organización de propietarios que niegan, sin embargo, la propiedad en la práctica:

Los comienzos de toda religiosidad éticamente orientada e influida por esperanzas escatológicas se encuentran bajo el signo de la negación carismática del mundo: son directamente antieconómicos. Lo son inclusive en el sentido de que carecen del concepto de una especial "dignidad" del trabajo. Ciertamente que, al no poder vivir mediante donaciones de los mecenas o directamente de la mendicidad o, como en el Islam, en su calidad de religión bélica, a base de un comunismo guerrero, los miembros se sustentan a través de un modo de vida ejemplar por medio del trabajo de sus manos. Así ha ocurrido con San Pablo tanto como San Egidio. Lo recomiendan las advertencias de la antigua Iglesia cristiana, así como las auténticas prescripciones de San Francisco. Pero no porque el trabajo en cuanto tal sea estimado. Constituye simplemente una fábula pensar que, por ejemplo, en el Nuevo Testamento, se atribuya una nueva dignidad al trabajo. "Sigue en tu oficio" es una expresión de completa indiferencia, dictada por motivos escatológicos, exactamente lo mismo que le da "al César lo que es del César" no es -como se suele interpretar hoy a menudo- una recomendación encaminada al cumplimiento de los deberes para con el Estado, sino, al revés, la expresión de una absoluta indiferencia hacia lo que tiene lugar en esta esfera (justamente en ello radica la diferencia con respecto a la actitud adoptada por los partidos judíos). Sólo mucho después, como medio ascético, y por vez primen en las órdenes monásticas, ha sido considerado el "trabajo" como una honra. Y en lo que toca a la propiedad, la religión no conoce en su periodo carismático más que una negación de la misma (distribución a los pobres) -para los discípulos perfectos- o una indiferencia -para todos los creyentes. La expresión de esta indiferencia es aquella forma más atenuada del comunismo carismático de amor tal como evidentemente existió en la antigua congregación cristiana de Jerusalén, donde los miembros tenían su propiedad sólo "como si no la tuvieran", pues esto -el hacer partícipes ilimitadamente a los hermanos necesitados de la comunidad, con la consecuencia de que los misioneros, especialmente San Pablo, debieran reunir en todo el mundo las donaciones para esta congregación central que vivía antieconómicamente-, y no, como se ha supuesto, la organización "socialista" o la "comunidad de bienes", constituye el sentido de aquella discutidísima tradición. Con la desaparición de las esperanzas escatológicas, retrocede el comunismo carismático en todas sus formas y se recluye en el círculo del monacato como una cuestión particular de estos seguidores de Cristo que viven ejemplarmente, monacato que se desliza hacia la prebendalización. Se hace necesario desaconsejar el abandono de la profesión y precaver contra los misioneros parásitos (el célebre "quien no trabaja, no debe comer" es, en San Pablo, una frase que se refiere a ellos y sólo a ellos). El mantenimiento de los hermanos desocupados y sin propiedades se convierte desde entonces en la misión de un cargo regular, de los diáconos. Ciertas porciones de los ingresos eclesiásticos (tanto en el Islam como en el cristianismo) son asignadas a este menester que, por lo demás, es un asunto que pertenece a los monjes y como residuo del comunismo carismático caritativo subsiste la limosna agradable a Dios y, a pesar de su tan diverso origen, igualmente subrayada y recomendada por el islamismo, el budismo y el cristianismo.